# Вергилий
Пу́блий Верги́лий Маро́н (лат. Publius Vergilius Maro; 15 октября 70 года до н. э., Анды близ Мантуи, Цизальпийская Галлия — 21 сентября 19 года до н. э., Брундизий, Италия) — римский поэт.
Родился в незнатной, но зажиточной семье, в юности переехал в Медиолан, а позже перебрался в Италию. Большую часть своей небогатой событиями жизни Вергилий провёл в Неаполе и его окрестностях, время от времени появляясь в Риме. Писать стихи он начал ещё в 50-е годы до н. э. Известный впоследствии сборник Appendix Vergiliana содержит ряд небольших ранних произведений, принадлежность которых Вергилию оспаривается многими исследователями. В 39 году до н. э. был опубликован цикл пастушеских стихов «Буколики», имевший большой успех и сделавший его автора самым популярным поэтом своей эпохи. Примерно тогда же Вергилий стал, вместе со своим другом Квинтом Горацием Флакком, членом литературного кружка, сформировавшегося вокруг Гая Цильния Мецената; этот кружок объединяло отношение к Октавиану, позже получившему имя Август, как к человеку, спасшему Рим от ужасов гражданской войны. К 29 году до н. э. Публий закончил дидактический эпос о земледелии «Георгики» и начал работу над «Энеидой» — поэмой об истоках римской истории, задуманной как латинский «ответ Гомеру». Он не успел закончить это произведение и хотел сжечь рукопись перед смертью, но «Энеида» всё же была издана и стала для Рима основополагающим национальным эпосом.
Для всех последующих эпох Вергилий стал лучшим поэтом Рима. Как автор трёх великих поэм он затмил греков Феокрита (написав «Буколики»), Гесиода (создав «Георгики») и Гомера (сотворив «Энеиду»). Его стихи уже во времена Ранней Империи были включены в школьную программу, его влияние стало определяющим для развития всей латинской поэзии. В эпоху Средневековья и Раннего Нового времени «Энеида» была одним из немногих античных текстов, остававшихся в обращении: её читали, перерабатывали, а в отдельных случаях пародировали. Вергилий приобрёл репутацию чародея и психопомпа (в частности, именно его Данте изобразил в «Божественной комедии» как своего проводника по загробному миру). Четвёртая эклога «Буколик» дала средневековым комментаторам повод, чтобы видеть в Вергилии предвестника христианства, который предсказал рождение Спасителя. В эпоху Возрождения и барокко на основе «Буколик» развивалась пасторальная литература, а «Энеида» оказала огромное влияние на развитие эпической традиции в национальных литературах Европы. Сюжеты произведений Вергилия активно использовались в живописи и в оперном жанре.

## Биография

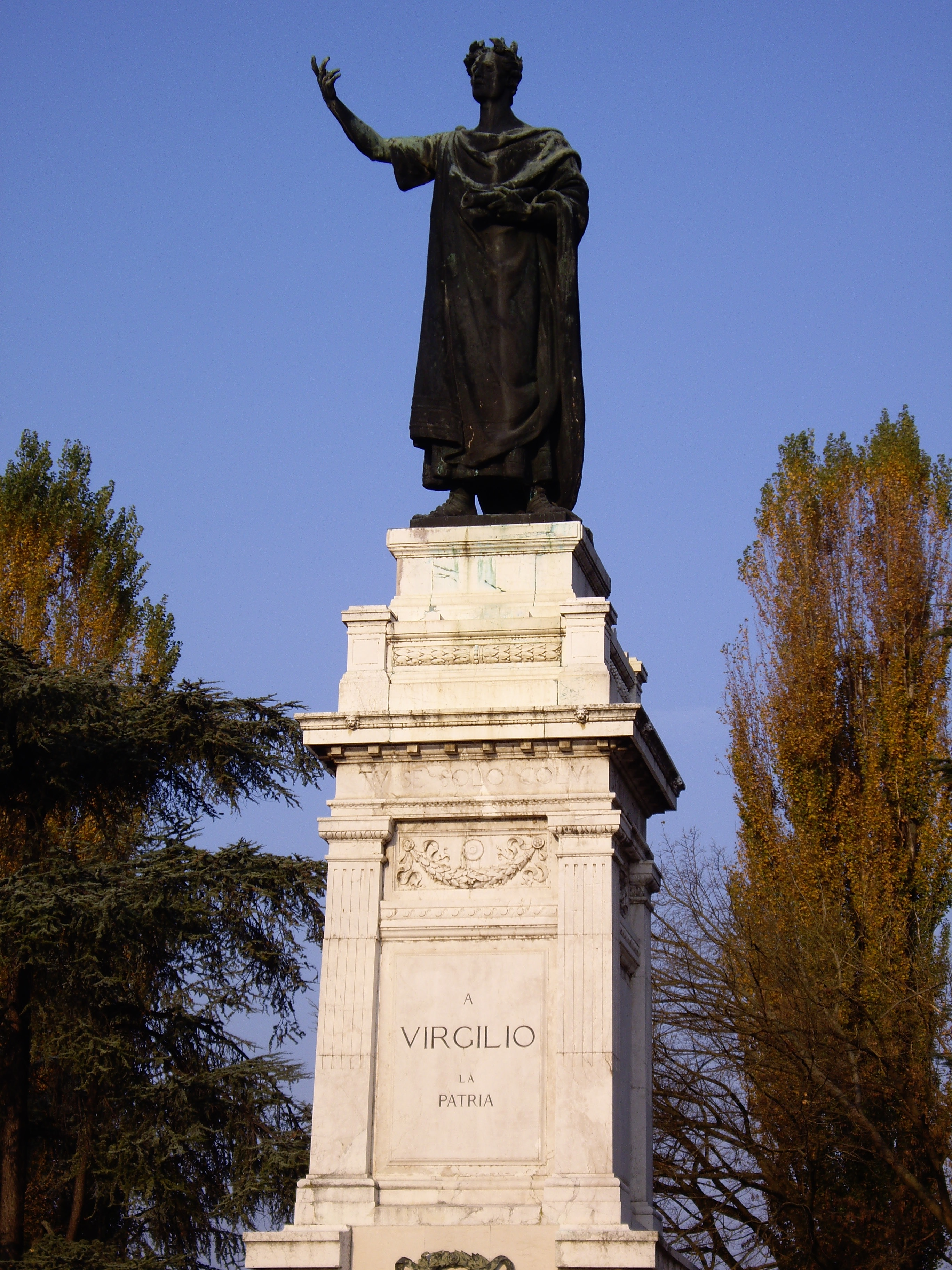
Памятник Вергилию в Мантуе

### Происхождение и ранние годы
Публий Вергилий Марон появился на свет недалеко от города Мантуя в Цизальпийской Галлии. С 220 года до н. э. этот город был одним из центров римской колонизации региона, в котором происходило смешение трёх народов — римлян, галлов и этрусков. Вергилий сам написал об этом в «Энеиде»: «Мантуя, предки твои от разных племён происходят: // Три здесь народа живут, по четыре общины в каждом; // Кровью этрусской сильна, их столицей Мантуя стала». Номен Вергилий (Vergilius) и когномен Марон (Maro) предположительно имеют этрусское происхождение — в частности, когномен может быть связан со словом maru, которым этруски называли городского чиновника с жреческими функциями. Однако это не обязательно значит, что Вергилий был этруском по крови. Жители этой части Галлии получили римское гражданство в полном объёме только в 49 году до н. э., когда Публий был уже взрослым человеком. При общем дефиците данных неясно, были ли его родители и он сам квиритами до этого момента.
Мать Публия звали Магия Полла (альтернативные варианты — просто Магия или Майя). Преномен его отца не указан ни в одном из сохранившихся источников. Вергилий-старший был, по одним данным, гончаром, а по другим — подённым рабочим, который стал зятем своего работодателя и сколотил себе состояние, «скупая добротные леса и разводя пчёл». В один осенний день, когда Магия/Майя была на сносях, супруги направились из Мантуи в одну из близлежащих деревень по какому-то делу; в пути жена Вергилия почувствовала схватки и близ деревни Анды (Andes) в придорожной канаве родила мальчика. Новорождённый не плакал, «и лицо его было спокойным и кротким», из-за чего ему предсказали счастливую жизнь. Точное местоположение Андов неизвестно, но в средние века их отождествляли с селением Пьетоле (до XI века там показывали ту самую канаву и даже скромный домик с прилегающим полем, якобы принадлежавшие отцу Вергилия). Дата известна совершенно точно: это октябрьские иды в первое консульство Гнея Помпея Великого и Марка Лициния Красса, то есть 15 октября 70 года до н. э. Позже у Вергилия-младшего появились единокровные братья Силон (он умер маленьким) и Флакк (он дожил до взрослых лет, но умер ещё при жизни Публия). Наконец, ещё один брат Вергилия (предположительно единоутробный) по имени Валерий Прокул пережил его.
О детских годах Публия известно немногое. Они прошли в окрестностях Мантуи, где находилось небольшое поместье Вергилия-старшего; по-видимому, с воспоминаниями об этом времени связана любовь к природе, которую Вергилий питал в течение всей жизни. Предположительно поместье описывается в первой эклоге «Буколик» и в «Проклятиях». Судя по описанию, находилось оно в речной долине, между заболоченным берегом реки Минций и невысокими холмами, поросшими соснами, дубами и буками. Земли Вергилиев включали поля, заливные луга, пастбища, виноградники и фруктовые сады.
С 58 года до н. э. Публий учился в грамматической школе в Кремоне. В день своего 15-летия, 15 октября 55 года до н. э., он надел взрослую тогу, что символизировало достижение совершеннолетия. Светоний отмечает, что консулами тогда были те же два нобиля, при которых Вергилий родился, а исследователи — что взрослая жизнь началась для Вергилия удивительно рано: для римлян было нормой надевать toga virilis в 16-17 лет.

### Молодость

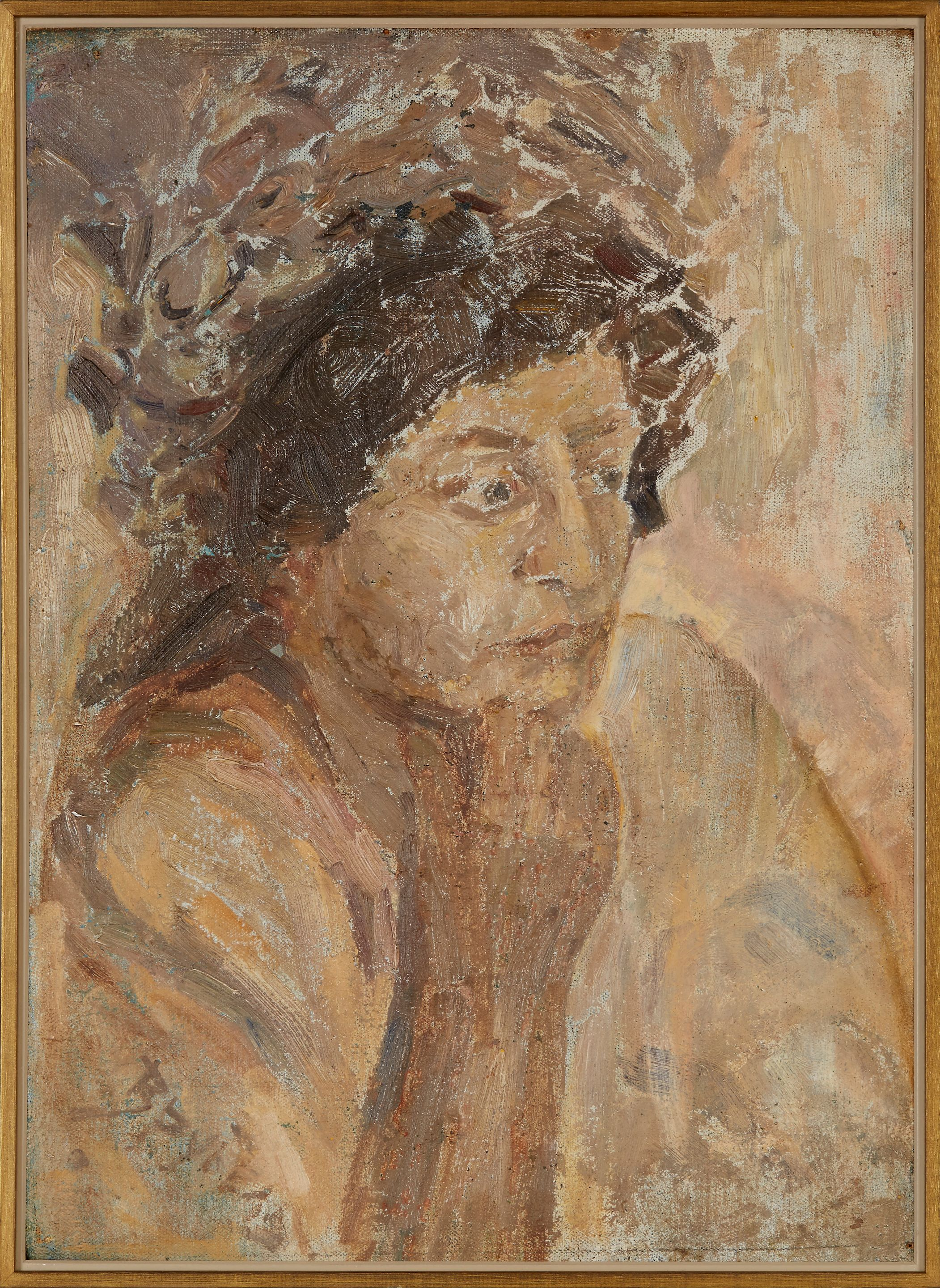
Актёр в роли Вергилия. Рисунок Михаила Врубеля, 1893 год

Из Кремоны Публий переехал в Медиолан, а оттуда — в Рим. Его отец постарался дать сыну наилучшее образование, и здесь исследователи проводят параллели с другим выдающимся поэтом той же эпохи — Горацием. Возможно, Вергилий-старший надеялся, что его сын сделает политическую карьеру в родном городе и войдёт в круг муниципальной аристократии. В Медиолане, в Риме и позже в Неаполе Публий изучал риторику, грамматику, философию, причём наиболее близким ему направлением оказался эпикуреизм. Большое внимание Вергилий уделял медицине и математике, а вот ораторское искусство (одна из ключевых дисциплин для юного римлянина, намеренного заниматься политикой) ему не далось. Известно, что он только один раз пытался выступить в суде и потерпел полную неудачу: «речь его была слишком медлительна, и он даже казался невеждою». Впоследствии проблемы Публия с красноречием стали общеизвестными. Когда один персонаж Макробия заявил, что «ораторская жилка» у Вергилия была «весьма сильна», эти его слова были встречены смехом.
Чёткой хронологии для этого периода жизни Вергилия нет. Неизвестно, долго ли он жил в Медиолане и когда именно продолжал своё образование в Риме и в Неаполе (Михаил Гаспаров датирует приезд в Рим 54/53 годом до н. э., Михаил Бондаренко считает, что в Неаполь поэт уехал в 45 году до н. э.). В столице Вергилий учился у известного ритора Марка Эпидия, бравшего за свои услуги высокую плату, и один из источников сообщает, что вместе с ним обучение проходил юный Гай Октавий, впоследствии ставший единоличным правителем Рима под именами Гай Юлий Цезарь Октавиан и Август. Однако Октавий был младше Вергилия на семь лет, и последующие события не позволяют предположить, что эти двое были знакомы до конца 40-х годов до н. э. В Неаполе Публий учился у известного философа-эпикурейца Сирона, а также, вероятно, посещал школу Филодема Гадарского в находившемся неподалёку Геркулануме и улучшал свой греческий в школе Парфения Никейского. Именно в то время началась его дружба с критиком Марком Плотием Туккой и поэтом Луцием Варием Руфом, сохранившаяся до самой смерти Вергилия.
Во времена учёбы Вергилий начал писать стихи. Согласно Светонию, первое произведение Публия — «двустишие про школьного учителя Баллисту, побитого камнями за то, что он слыл разбойником»:

Здесь, под грудой камней, лежит погребённый Баллиста,

Путник, и ночью, и днём стал безопасен твой путь.
— Гай Светоний Транквилл. Вергилий, 17.
Позже, согласно тому же источнику, Вергилий написал цикл маленьких стихотворений под названием «Смесь», цикл эпиграмм, лирическую ламентацию в двух частях «Лидия» и «Проклятия», небольшие поэмы «Скопа» и «Комар» и несколько других произведений. Все эти тексты впоследствии получили единое название «Приложение к Вергилию» (Appendix Vergiliana). В науке нет единого мнения о том, действительно ли автором этих текстов должен считаться Публий; возможно, все они или некоторые из них были написаны менее известными поэтами той эпохи или более позднего времени.
Как начинающий поэт Вергилий присоединился к литературному кружку неотериков («новаторов»). Представители этого кружка выступали за обновление латинского языка и стиля по образцу александрийской поэзии, подражая в первую очередь Каллимаху, Феокриту, Аполлонию Родосскому. В своём творчестве они уделяли основное внимание личным переживаниям героев и описаниям повседневной жизни, создавали любовную лирику и произведения на «учёные сюжеты». Вращаясь среди них, Вергилий обретал литературное мастерство.
Публию не довелось познакомиться с крупнейшим поэтом эпохи, Титом Лукрецием Каром: тот умер в день, когда Вергилий надел взрослую тогу. Гай Валерий Катулл, возможно, тоже умер до появления Публия в Риме, но всё равно смог существенно повлиять на его раннее творчество. В числе знакомых, друзей и единомышленников начинающего поэта точно были Гай Лициний Кальв (старше Вергилия на 12 лет), Гай Гельвий Цинна (тоже старше лет на 10-15), ровесники Гай Азиний Поллион, Гай Корнелий Галл, Луций Варий Руф, а также Публий Валерий Катон, Квинт Корнифиций, Марк Фурий Бибакул, Тицида, Квинтилий Вар. По-видимому, на этом этапе Вергилий ещё не решил, чему посвятить жизнь: например, в V стихотворении «Смеси» поэт прощается сначала с риторикой, потом с друзьями, а потом и с каменами, то есть с поэзией, говоря: «паруса лодки // В блаженную направил я теперь гавань, // Ищу великого Сирона слов мудрых». О желании посвятить свою жизнь философии он говорил и позже.
Примерно в этот период времени (между 55 и 45 годами до н. э.) умер отец Публия, перед этим ослепший, а мать, по-видимому, вышла замуж во второй раз.

### Путь к славе

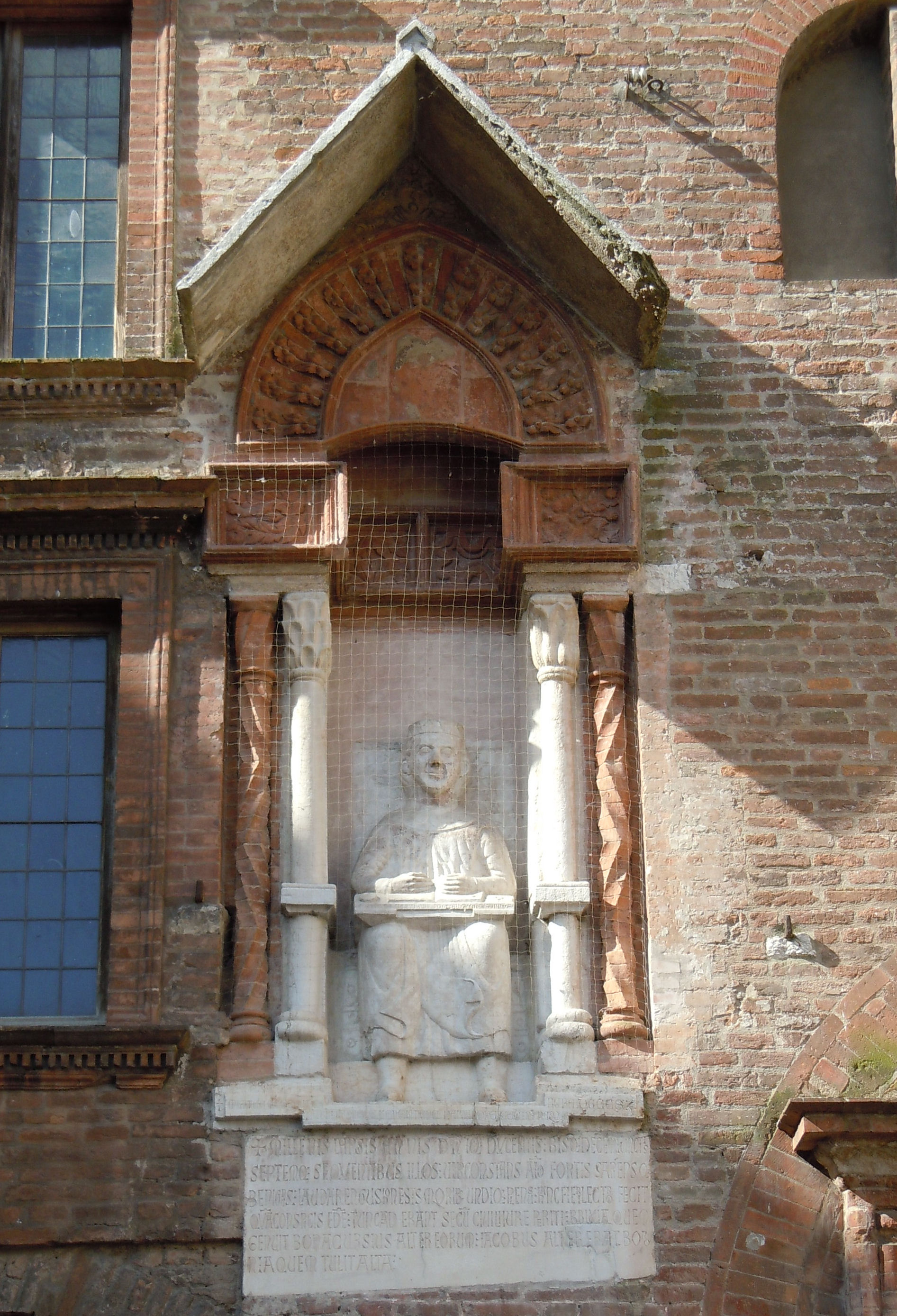
Рельефный портрет Вергилия в Мантуе

В Римской державе во времена молодости Вергилия происходили крайне драматичные события. В конце 50-х годов до н. э. в полном объёме проявился кризис политической системы, который в 49 году вылился в гражданскую войну между Гаем Юлием Цезарем и Гнеем Помпеем Великим. Ожесточённые боевые действия шли по всему Средиземноморью четыре года (49—45 годы до н. э.). Цезарь, захвативший единоличную власть, в 44 году до н. э. был убит, за этим последовали новая гражданская война между цезарианцами и республиканцами, проскрипционные убийства (конец 43 года до н. э.), масштабная битва при Филиппах (осень 42 года до н. э.). Победившие в этом сражении Марк Антоний и Октавиан (приёмный сын Цезаря) разделили между собой власть над Римом и в свою очередь рассорились; брат Марка Луций Антоний начал Перузийскую войну против Октавиана, которая шла в Центральной и Северной Италии, рядом с родиной Вергилия (41—40 годы до н. э.). Об участии Публия во всех этих событиях сохранившиеся источники не сообщают ничего. Неизвестно, на чьей стороне были симпатии поэта и пришлось ли ему участвовать в боевых действиях. Людей его возраста активно призывали в армию обе «партии» (в Цизальпийской Галлии набирал свои легионы Цезарь, в Кампании в начале войны Помпей), но Вергилия могли не взять из-за плохого состояния здоровья.
Первые после долгого перерыва надёжно датированные события в жизни Публия относятся к 41 году до н. э. Тогда Октавиан начал наделять ветеранов цезарианской армии землёй, которую он отбирал у общин и частных владельцев Италии и Цизальпийской Галлии. Имение Вергилия под Мантуей тоже было конфисковано в пользу центуриона Аррия, и поэт постарался добиться возвращения своего имущества. Источники рассказывают об этом по-разному. По одной версии, землю Вергилию вернули его собратья по перу Гай Азиний Поллион (в то время наместник Транспаданской Галлии) и Гай Корнелий Галл (член аграрной комиссии), а также его земляк Публий Альфен Вар (предположительно легат). По другой версии, Вергилий благодаря помощи Гая Цильния Мецената добился встречи с самим Октавианом, и тот принял решение в его пользу. Наконец, Сервий пишет, что Публий получил назад свои земли «благодаря покровительству Поллиона и Мецената». Позже вергилиево имение было конфисковано во второй раз. В источниках приводятся разные драматичные подробности: имение было разделено между 60 ветеранами; Аррий однажды чуть не убил поэта, и тот спасся, бросившись в реку; толпа ветеранов во главе с примипилом Милиеном Тороном как-то ворвалась в дом Вергилия, и солдат по имени Клодий даже замахнулся на него мечом, но Публий убежал и спрятался в лавке угольщика. По-видимому, всё это — вымысел, относящийся к более поздней эпохе. Смог ли поэт сохранить отцовское поместье, неясно, но на малую родину он в любом случае больше не возвращался. С этого момента Вергилий связал свою судьбу с Центральной и Южной Италией.
Судя по эпизоду с мантуанским поместьем, к 41 году до н. э. Публий уже обрел определённую значимость как поэт и обзавёлся благодаря этому высокими покровителями. Его позиции в литературных кругах укрепились после публикации результата трёхлетней работы — сборника эклог под названием «Пастушеские стихи» или «Буколики» (это событие исследователи датируют предположительно 39 годом до н. э.). «Буколики», условным местом действия которых стала Аркадия, были основаны в том числе на автобиографическом материале, и Светоний даже утверждает, что Вергилий их написал, дабы «прославить» своих благодетелей — Альфена Вара, Поллиона и Галла (Поллиону могла принадлежать и сама идея сборника). Эти имена действительно упоминаются в эклогах. Поэт пишет:

Имя, о Вар, твоё — лишь бы Мантуя нашей осталась,

Мантуя, слишком, увы, к Кремоне близкая бедной, —

В песнях своих возносить до созвездий лебеди будут!
— Публий Вергилий Марон. Буколики, IX, 27—29.
Вару посвящена и вся шестая эклога. Впрочем, некоторые исследователи полагают, что этот нобиль рассчитывал на целую эпическую поэму в свою честь и что Вергилию пришлось извиняться перед ним за обманутые ожидания (именно так можно трактовать начало шестой эклоги). В десятой эклоге Вергилий оплакивает страдания Галла из-за несчастной любви, в четвёртой упоминает Поллиона, обещая наступление «золотого века» в год его консулата; наконец, в первой эклоге он говорит о «боге», который позволил пастуху Титиру остаться на родной земле в то время, как другие пастухи уходят в изгнание. Уже античные комментаторы видели в Титире самого Вергилия, а в «боге» Октавиана.
Из упоминаний (прямых и завуалированных) исторических деятелей в «Буколиках» антиковеды делают вывод о тесной связи Вергилия с окружением Октавиана уже на начало 30-х годов до н. э. И Поллион, и Галл, и Вар на тот момент были приближёнными Октавиана. Отношения Публия с ними были чётко иерархизированы: поэт явно возвышал над собой Вара, считал Галла равным себе, а о Поллионе отзывался крайне осторожно, стараясь сохранить с ним хорошие отношения. «Буколики» принесли их автору большую популярность (известно, что их исполняли даже певцы со сцены). Гораций в те годы только начинал свой путь в литературе, а Поллион и Галл уже отходили от поэзии, так что Вергилий был признан лучшим поэтом своей эпохи. Таковым он считался до самой смерти.

### Время расцвета

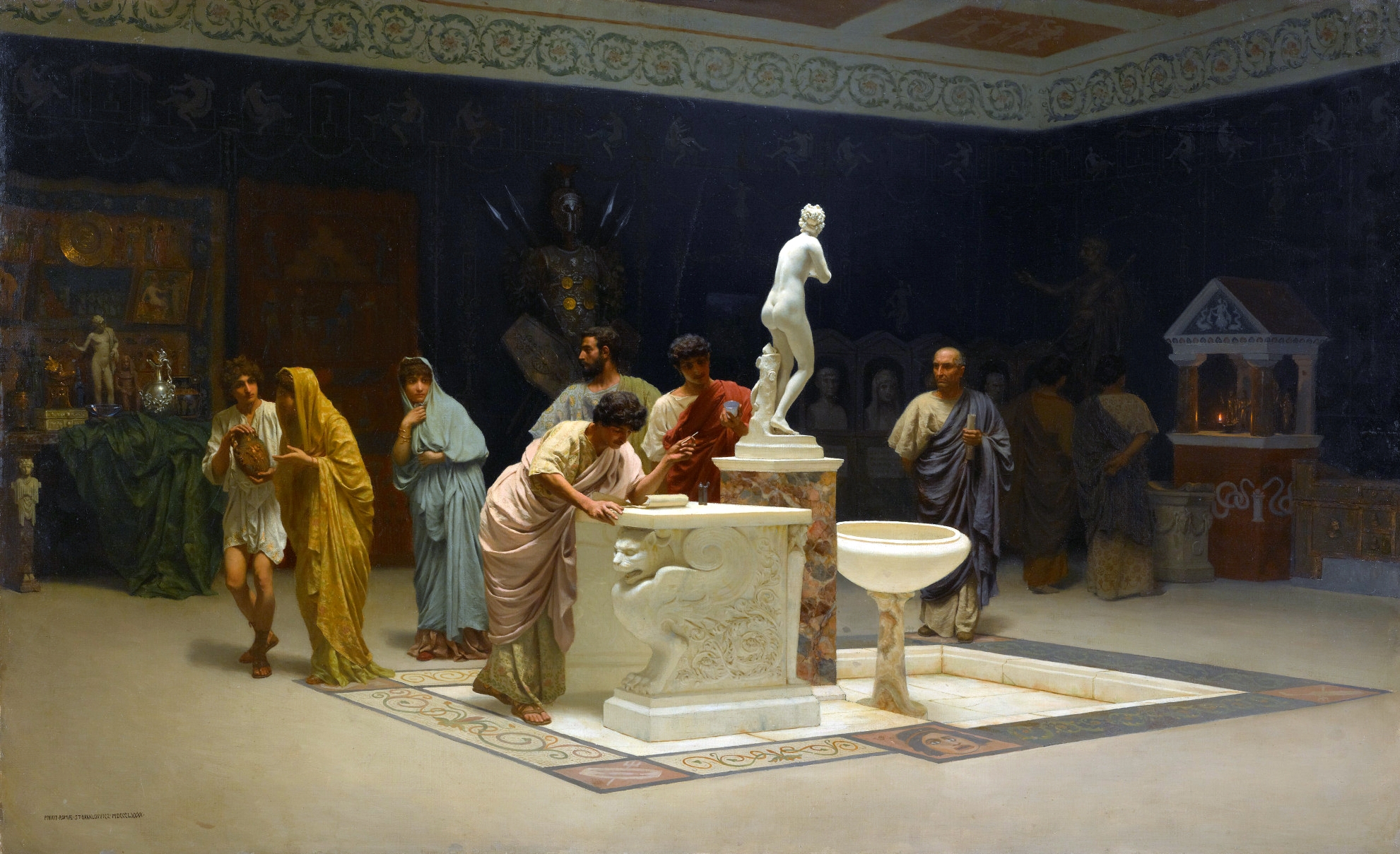
В приемной у Мецената. Картина Степана Бакаловича, 1890 год.

Предположительно в конце 40 — начале 39 года до н. э. или в 38 году другом и покровителем Вергилия стал ещё один приближённый Октавиана — Гай Цильний Меценат. Вокруг этого нобиля сформировался литературный кружок, члены которого искренне воспевали Октавиана как политика, несущего Риму мир и процветание после кровопролитных гражданских войн. Вергилий тоже вошёл в этот кружок и привёл за собой своего друга Квинта Горация Флакка; он получил от Мецената в подарок виллу в Кампании, а позже — ещё и дом в Риме, на Эсквилинском холме. Дальнейшая его жизнь была всё так же бедна внешними событиями. Известно, что Публий жил главным образом в Неаполе и на своей кампанской вилле, а также в Сицилии (предположительно там у него была ещё одна усадьба), только изредка появляясь в столице, и посвящал почти всё своё время литературе. В 37 году до н. э. он сопровождал Гая Цильния, направившегося в Грецию, до Брундизия, и единственный источник информации об этой поездке — одна из сатир Горация.
На этом жизненном этапе завязывается общение Вергилия с Октавианом, который видел в Публии выдающийся талант, могущий украсить его правление, а потому демонстрировал свою симпатию и старался влиять на творчество поэта в своих интересах. Впрочем, действовал он осторожно, через Мецената. В какой-то момент последний предложил Вергилию создать дидактическую поэму о сельском хозяйстве («Ты, Меценат, повелел нелёгкое выполнить дело», — написал поэт позже). Эта тема была очень востребованной в связи с остротой аграрного вопроса в Италии. К тому же дидактический жанр предоставлял автору больше творческой свободы, чем классическая поэма на мифологический сюжет, и поэтому Публий согласился. Точно неизвестно, когда именно он начал писать «Георгики», но Светоний пишет о семилетней работе, которая закончилась, по-видимому, не позже лета 29 года до н. э. Некоторые исследователи видят в тексте поэмы завуалированное изображение борьбы Октавиана с Марком Антонием, которая развернулась в 32—30 годах до н. э. (это рассказы о бое быков и о пчелином царе). В течение четырёх дней 29 года Вергилий читал поэму Октавиану, вернувшемуся тогда в Италию после победы при Акции. Тот очень высоко оценил поэму, но позже приказал автору вычеркнуть упоминание Корнелия Галла, впавшего в немилость и принуждённого к самоубийству. Вергилий подчинился.
В отличие от «Буколик», «Георгики» — большая поэма, включающая четыре книги и больше двух тысяч строк. Многие исследователи считают её вершиной творчества Вергилия, и у первых читателей она имела огромный успех. После публикации «Георгик» слава Публия достигла зенита; Тацит пишет даже, что однажды «сам римский народ, прослушав в театре стихи Вергилия, поднялся как один и воздал случайно присутствовавшему между зрителями Вергилию такие почести, как если б то был сам Август». Последний (имя Август Октавиан носил с 27 года до н. э.) после битвы при Акции стал единоличным правителем всей Римской державы. Вергилий в «Георгиках» не раз обращается к нему, говоря о своём намерении построить храм, где новому Цезарю поклонялись бы как богу. В третьей книге Публий обещает написать поэму, в которой будут прославляться подвиги Октавиана:

Вскоре, однако, начну и горячие славить сраженья

Цезаря, имя его пронесу через столькие годы,

Сколькими сам отделён от рожденья Тифонова Цезарь.
— Публий Вергилий Марон. Георгики, III, 46—48.
Сразу после «Георгик» Вергилий и в самом деле начал писать новую поэму (согласно Светонию, работа длилась одиннадцать лет, а значит, началась в 30 году до н. э.). Подробности он держал в тайне, и современники долго были уверены, что это будет панегирический эпос об Октавиане/Августе. Секст Проперций в одной из своих элегий, написанной в те годы, говорит, что Вергилию любо «рассказывать о берегах Акциума, // Охраняемых Фебом, и об отважных моряках Цезаря». Но постепенно через друзей поэта в обществе распространялась информация о том, что Август только упоминается в новой поэме: речь там идёт о далёких временах, предшествовавших основанию Рима. Главным героем оказался не «Цезарь», а его мифический предок и прародитель всех римлян Эней, приплывший когда-то в Италию из сожжённой ахейцами Трои. Выбрав эту тему, Вергилий получил возможность оценить настоящее с огромной временной дистанции и впервые объединить в рамках эпоса ряд значимых для Рима мифологических персонажей. Определённое отражение в его поэме нашли и реалии недавней гражданской войны: в истории любви Энея и карфагенской царицы Дидоны первые читатели должны были увидеть завуалированное описание страсти Марка Антония и Клеопатры.

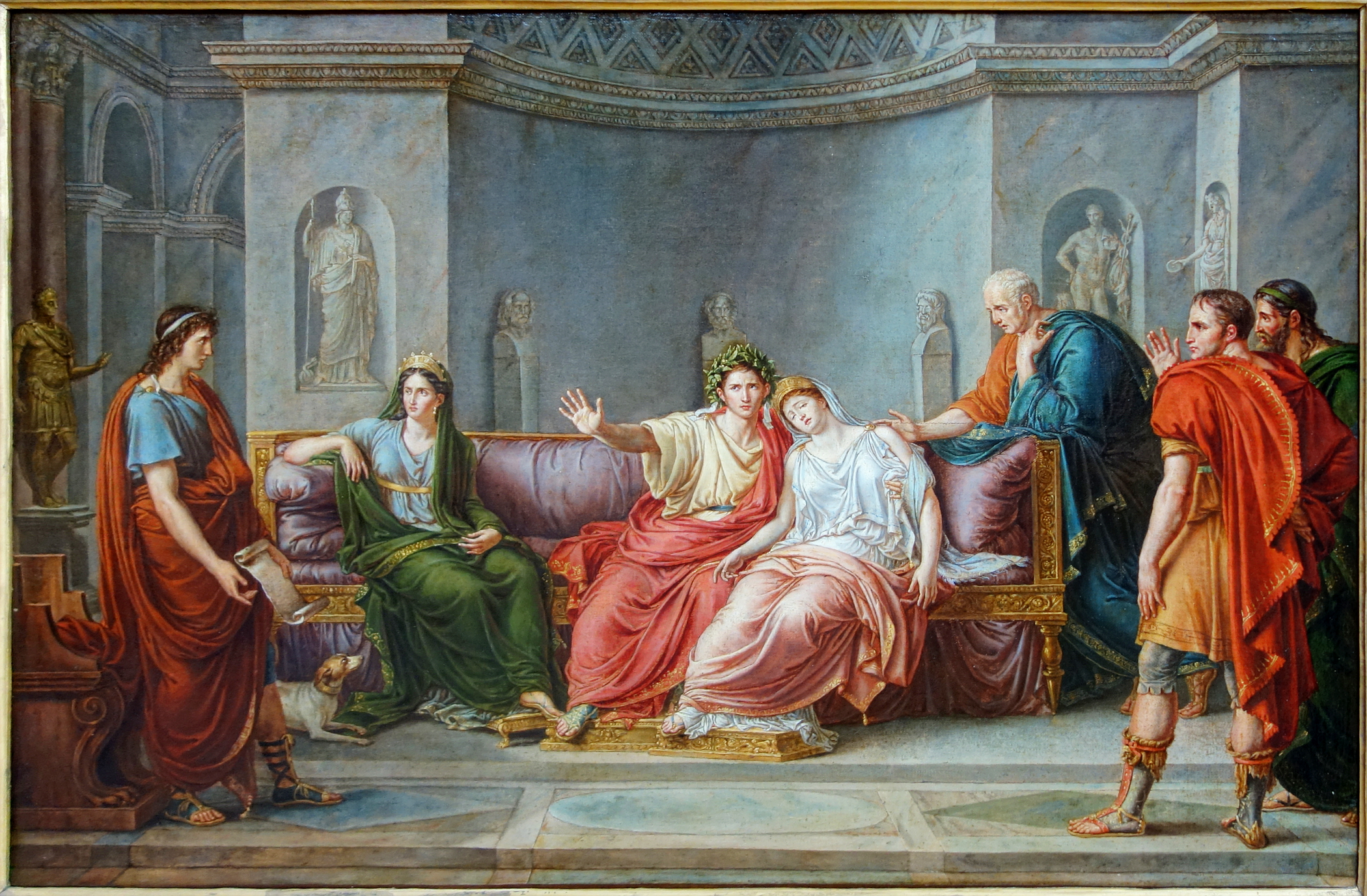
Вергилий читает «Энеиду» Августу и Октавии. Картина Жана-Батиста Жозефа Викара (около 1800 года)

Вне зависимости от темы новой поэмы публика была уверена, что рождается очередной шедевр. Тот же Проперций писал: «Уступите дорогу, римские писатели, уступите и вы, греки; // Здесь рождается нечто большее, чем „Илиада“». Отдельные места нового произведения, получившего название «Энеида», Вергилий иногда читал своим друзьям. Поскорее заполучить текст поэмы хотелось Августу, который, например, воюя с кантабрами в Испании, «писал письма с просьбами и даже шутливыми угрозами, добиваясь, чтобы ему, по его собственным словам, „прислали бы хоть первый набросок, хоть какое-нибудь полустишие из Энеиды“». Вергилий постоянно отказывал. Одно его письмо Августу цитирует Макробий:

Право, я получаю от тебя многочисленные записки… Если бы, клянусь Геркулесом, у меня было ныне [что-нибудь], достойное твоего слуха, [то] я охотно послал бы [тебе кое что] именно из моего «Энея». Однако [это] такая незавершённая вещь, что мне кажется, будто я приступил к такому труду чуть ли не по недостатку ума…
— Флавий Феодосий Макробий. Сатурналии, I, 24, 11.
Позже, в 23 году до н. э., Вергилий согласился познакомить Августа с частью «Энеиды». Он прочитал принцепсу и его семье вторую, четвёртую и шестую книги поэмы. Античные авторы рассказывают, что сестра Августа Октавия Младшая, когда поэт читал то место, где упоминается её недавно умерший сын Марк Клавдий Марцелл, упала в обморок. Позже она щедро наградила Вергилия, подарив ему за каждый из восемнадцати стихов о Марцелле десять тысяч сестерциев.
Вергилий и Батилл

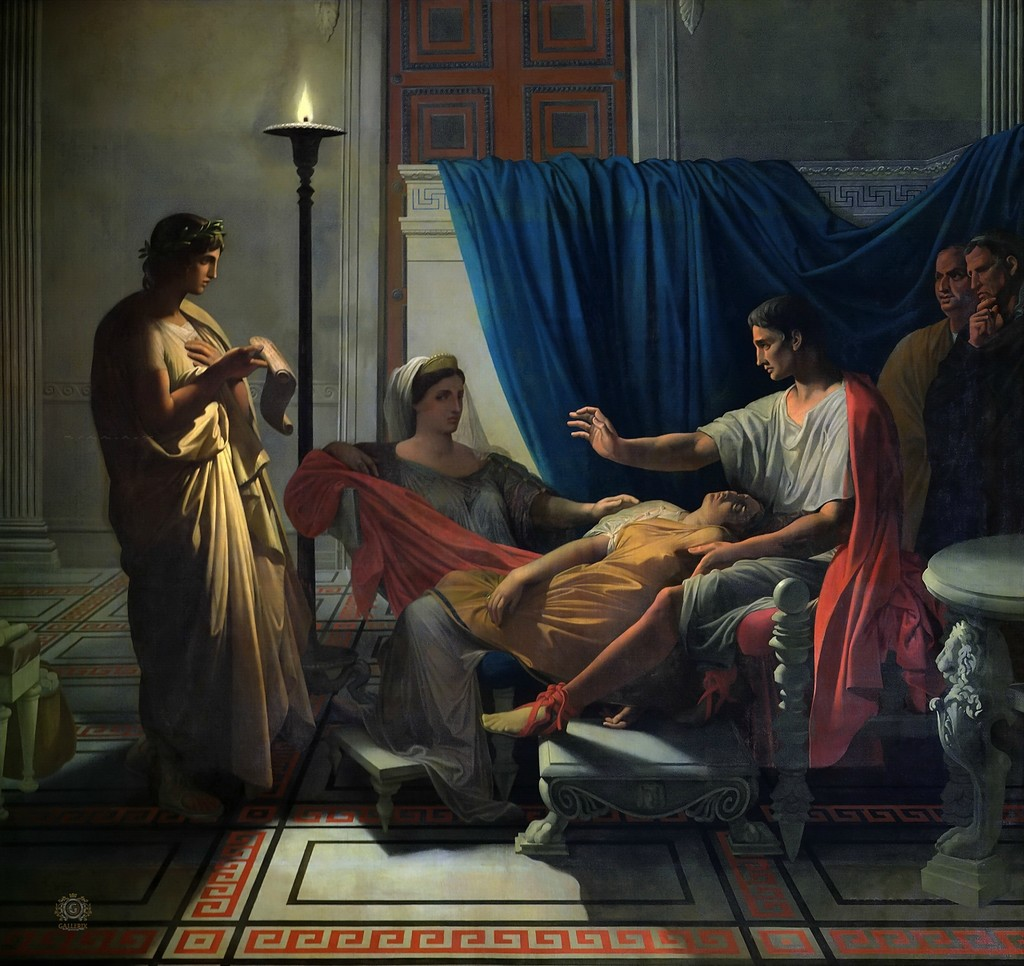
Вергилий читает «Энеиду» Августу и Октавии. Картина Жана Огюста Доминика Энгра (1811 год)

К этому периоду жизни Вергилия относится ещё один эпизод. Общественные игры, организованные как-то Августом, были прерваны из-за сильной грозы и дождя. Непогода бушевала всю ночь, но наутро небо над Римом было ясным, так что игры возобновились. Вскоре после этого на воротах дворца Августа появился папирус со стихотворением:

Дождь лил всю ночь без конца, но день — прояснился для зрелищ:

Сутки в тот раз поделил Цезарь с Юпитером так.
— Борухович В. Из истории плагиата (литературные нравы Рима эпохи Августа)// «Античный мир и археология». Выпуск 3. Саратов, 1977. С. 149.
Это двустишие было очень лестным для Августа, поскольку сравнивало его с божеством и даже ставило его выше Юпитера. Принцепс захотел найти и наградить автора, но тот долго не давал знать о себе; наконец, поэт по имени Батилл объявил, что стихотворение написано им, и получил за это награду. Однако в действительности автором был Вергилий. Чтобы отстоять свои права, он тайно прикрепил на том же месте папирус с четверостишием, в котором были написаны только первые половины строк. Во всех четырёх случаях это были слова «Так вот и вы не себе…» (sic vos non vobis), и стихотворение выглядело так:

Так вот и вы, не себе…

Так вот и вы, не себе…

Так вот и вы, не себе…

Так вот и вы, не себе…
— Борухович В. Из истории плагиата (литературные нравы Рима эпохи Августа)// «Античный мир и археология». Выпуск 3. Саратов, 1977. С. 149.
Никто, включая Батилла, не смог разгадать эту загадку, очень заинтересовавшую Августа. Тогда Вергилий опубликовал полный текст, доказав таким образом своё авторство:

Автор стихов этих — я, но слава досталась другому.

Так вот и вы, не себе, тащите плуги, быки;

Так вот и вы, не себе, пчёлы, приносите мед;

Так вот и вы, не себе, овцы, приносите шерсть;

Так вот и вы, не себе, птицы, свиваете дом.
— Борухович В. Из истории плагиата (литературные нравы Рима эпохи Августа)// «Античный мир и археология». Выпуск 3. Саратов, 1977. С. 149.

### Смерть
К 19 году до н. э. «Энеида» была почти дописана. Вергилий решил на три года отправиться в Грецию и Азию, чтобы там «придать „Энеиде“ окончательный вид»; после этого он хотел отказаться от писательства и посвятить остаток жизни философии. Поэт планировал такое путешествие ещё в 23 году до н. э. (об этом известно благодаря шутливой оде Горация, посвящённой кораблю Вергилия), но тогда на время отказался от этой идеи. Публий добрался до Афин, но там встретил Августа и решил вместе с ним вернуться в Рим. Из-за солнечного удара, полученного во время прогулки по Мегаре, Вергилий заболел. На корабле его недомогание усилилось, в Брундизии он слёг, а через несколько дней после прибытия скончался. Это произошло «за одиннадцать дней до октябрьских календ, в консульство Гая Сентия и Квинта Лукреция», то есть 21 сентября 19 года до н. э. Публия похоронили в Неаполе, у второго камня на Путеоланской дороге, а на надгробии высекли написанную им эпитафию:

В Мантуе был я рождён, у калабров умер, покоюсь

В Парфенопее; я пел пастбища, сёла, вождей.
— Гай Светоний Транквилл. О поэтах. Вергилий, 36.
Известно, что ещё до отъезда в Грецию Вергилий пытался уговорить своего спутника Луция Вария Руфа сжечь рукопись «Энеиды», если с ним что-то случится. По мнению Плиния Старшего, поэтом руководила скромность, по словам одного из героев Макробия — неуверенность в высоких литературных достоинствах написанного. В историографии существует мнение, что Вергилий никогда не собирался публиковать «Энеиду», считая её своей неудачей. Лёжа на смертном одре, Публий потребовал свои рукописи, чтобы уничтожить их самому; получив отказ, он завещал Варию и Плотию Тукке, «чтобы они не издавали ничего, что не издано им самим». Позже эти двое нарушили запрет по приказу Августа. Сохранились стихи Сульпиция Карфагенянина на эту тему:

Быстрое испепелить должно было пламя поэму —

Так Вергилий велел, певший фригийца-вождя.

Тукка и Варий противятся; ты, наконец, величайший

Цезарь, запретом своим повесть о Лации спас.

Чуть злополучный Пергам не погиб от второго пожара,

Чуть не познал Илион двух погребальных костров.
— Гай Светоний Транквилл. О поэтах. Вергилий, 38.

### Личная жизнь

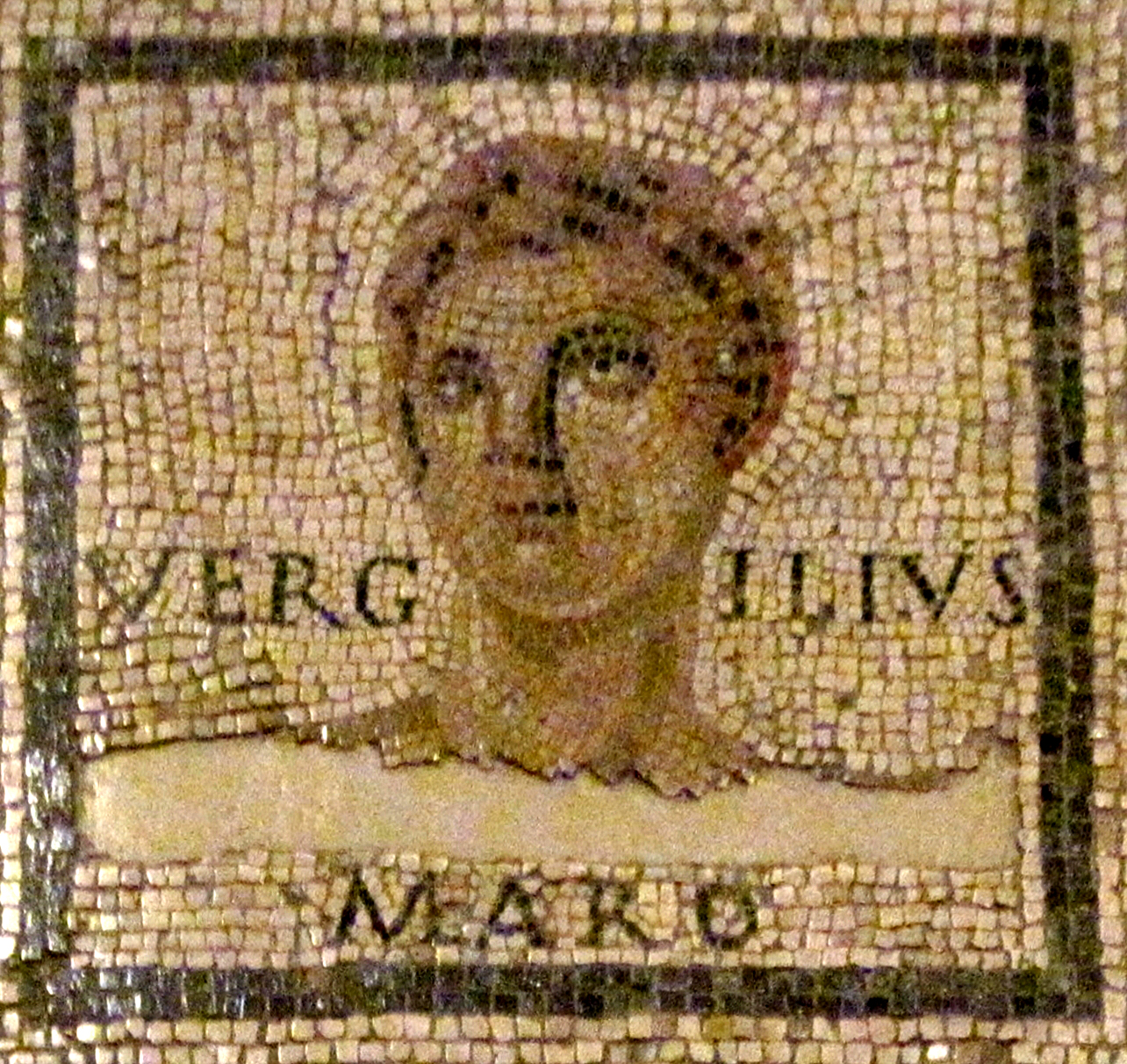
Вергилий на мозаике Монна в Трире (III век)

Античные авторы сообщают, что Вергилий был человеком высокого роста и крупного телосложения, со смуглой кожей, из-за чего походил на крестьянина. Он отличался нелюдимостью и застенчивостью: был затворником, неохотно принимал гостей (даже с друзьями виделся редко), а если его случайно узнавали на улице, тут же прятался в первом попавшемся доме. Публий не водил знакомств с женщинами. Ходили слухи, что его любовницей была некая Плотия Гиерия (прототип Амариллиды в «Буколиках»), но, по словам Аскония Педиана, эта женщина сама рассказывала, что Луций Варий Руф предложил Вергилию сожительство с ней, а тот отказался. Как пишет Светоний, Публий «питал любовь к мальчикам» — в частности, к Цебету и Александру, изображённому в «Буколиках» под именем Алексид. Однако Сервий утверждает, что Вергилий вообще «не терпел плотской любви». Из-за этого неаполитанцы прозвали поэта «Парфением» — «девушкой» или «недотрогой».
Существует предположение, что Гораций описал Вергилия в одной из своих сатир — как человека простого и неотёсанного, но при этом очень талантливого и наделённого добрыми качествами. Поэт пишет:

«Этот строптив, говорят, ни малейшей не вытерпит шутки».

Да! хоть над грубою тогой, висящей до пят; над короткой

Стрижкой волос; над широкой обувью — можно смеяться:

Но он и честен и добр, и нет лучше его человека!

Но неизменный он друг; но под этой наружностью грубой

Гений высокий сокрыт и прекрасные качества духа!
— Квинт Гораций Флакк. Сатиры, I, 3, 29—34.
Говорил Вергилий плохо и нескладно, но при этом прекрасно читал свои стихи (ему завидовали даже профессиональные ораторы). По-видимому, он был склонен к меланхолии и много думал о смерти. Здоровье Публия всю жизнь оставляло желать лучшего: по словам Светония, «особенно страдал он животом, горлом, головной болью и часто пускал себе кровь». Возможно, поэт был болен туберкулёзом. Литературная деятельность принесла Публию довольно большое состояние в десять миллионов сестерциев, а также дом на Эсквилине и виллу в Кампании; несмотря на эти блага и огромную славу, Вергилий тяготился жизнью поэта и хотел всё бросить ради философии, но не успел это сделать из-за ранней смерти.

## Творчество

### Язык, стиль, композиция
В источниках сохранились несколько сообщений о том, как Вергилий работал над своими произведениями.

Говорят, что когда он писал «Георгики», то обычно каждое утро сочинял по многу стихов и диктовал их, а потом в течение дня переделками сокращал их до очень немногих, остроумно говоря, что он рождает свою поэму, как медведица, облизывая строчки, пока они не примут должного вида.
— Гай Светоний Транквилл. О поэтах. Вергилий, 22.
Это сообщение Светония подтверждает Авл Геллий, уточняя: «Как самка этого животного рождает на свет детёныша не имеющим вида и облика и затем, облизывая того, каким она его родила, придаёт форму его телу и определённость чертам, так и то, что его [Вергилия] гений производил поначалу, было грубым на вид и несовершенным, а позже, после обработки и усовершенствования, приобретало очертания и облик». «Энеиду» Вергилий сначала написал в прозе, а потом переводил на поэтический язык, причём действовал не по порядку, сочиняя, «когда что хотелось». «Чтобы не мешать вдохновению, он иное оставлял недоделанным, иное лишь как бы намечал легко набросанными стихами, шутливо говоря, что ставит их вместо подпорок, чтобы поддержать свое произведение, пока не будут воздвигнуты крепкие колонны».
Работал Публий медленно, с крайней тщательностью подбирая каждое конкретное слово. Иногда он читал написанное друзьям и выбирал для этого те места, в совершенстве которых не был уверен, чтобы услышать чужие мнения. Вольноотпущенник Вергилия Эрот вспоминал, что во время одного такого чтения поэт придумал окончания для двух строк «Энеиды» и тут же велел вписать их в текст. Публий стремился в своих стихах к максимальной лаконичности, простоте и благородной сдержанности, причём предпочитал современную ему речь, только изредка прибегая к архаизмам — когда считал это безусловно необходимым. Марк Випсаний Агриппа упрекал поэта в чрезмерном употреблении повседневной лексики, но это было, по-видимому, несправедливо: стиль Вергилия всегда отличается изысканностью и возвышенностью. Кроме того, характерные отличия поэзии Публия — символическая насыщенность текста и выразительность звуковых образов, использование новых слов, неожиданных сравнений и метафор, которые в некоторых случаях представляют собой нечто прямо противоположное общеизвестным классическим образцам. Так, если в «Илиаде» Гомера народное собрание сравнивается с бушующим морем, то в первой книге «Энеиды» море во время шторма сравнивается с народным собранием.
Вергилий часто применял аллитерацию, но старался не злоупотреблять ею. Например, знаменитую строку Квинта Энния «At tuba terribili sonitu taratantara dixit» («Звуком тревожным труба таратантара громко сказала» он переиначил: «At tuba terribilem sonitum procul aere canoro // increpuit» («В страх повергая, труба гремела гулкою медью»). В каждом конкретном случае Публий стремился к тому, чтобы звучание стихов соответствовало их содержанию. Благодаря его усилиям латинская поэзия достигла высочайшей выразительности.
Вергилий был очень учёным поэтом, из-за чего его уже в древности считали выдающимся специалистом по римской религии и сакральному праву. «Весь Вергилий полон учёности», — написал об этом Сервий. Публий превосходно знал греческую и римскую поэзию, драматургию, специальную литературу и использовал произведения множества авторов как источники. Он мог включать в свои тексты целые строки или даже более крупные фрагменты чужих стихотворений и поэм, мог перерабатывать их почти до неузнаваемости, насыщать свои произведения реминисценциями и скрытыми аллюзиями. Вергилий не пытался сделать текстуальную близость между своими поэмами и произведениями предшественников полностью невидимой. Его работа с источниками выглядит скорее как соревнование, в ходе которого поэт помещал позаимствованный материал в новый контекст и заставлял его играть новыми красками. Источники приписывают Публию утверждение, что он «выискивает золото из энниева навоза», то есть использует в своей работе наиболее удачные и уместные обороты из «Анналов» Квинта Энния, написанных на архаичной латыни (например, это слова о Квинте Фабии Максиме Кунктаторе — «ты здесь, кто нам промедленьями спас государство»). В вергилиевых текстах много отсылок к Гомеру, и на обвинения в плагиате поэт отвечал: «Почему они сами не попробуют совершить такое воровство? Тогда они поймут, что легче у Геркулеса похитить палицу, чем у Гомера стих».
Поэмы у Вергилия становятся скорее совокупностью отдельных эпизодов, похожих на эпиллии, которые обладают определённой самодостаточностью и в то же время образуют вместе единое целое. Разные части поэм оказываются связаны смысловыми и символическими параллелями, число которых может быть сколько угодно велико. Существует связь и между разными поэмами: из одного произведения в другое переходят, видоизменяясь, одни и те же образы и сюжетные мотивы. Так, жужжание пчёл в «Буколиках» является обязательной составляющей идиллической действительности, в «Георгиках» эти насекомые изображены как лучшая часть животного мира, а в «Энеиде» им уподобляют сначала карфагенян, а потом римлян. Вергилий часто прибегает к автоцитатам и вообще, по-видимому, рассчитывает на то, что читатели воспринимают разные его произведения как единое целое.
Изложение основного сюжета в поэмах Публий искусно разнообразит за счёт вставок на темы истории и мифологии, пейзажных зарисовок, лирических отступлений. Благодаря этому ему удаётся сделать свои произведения более занимательными.

### Appendix Vergiliana
Комплекс поэтических текстов, известный как Appendix Vergiliana («Приложение к Вергилию»), включает восемь произведений, перечисленных у Сервия: «Кирис» («Скопа»), «Этна», «Комар», «Приапея», «Каталептон» («Смесь»), «Эпиграммы», «Трактирщица», «Проклятия». У Светония фигурируют шесть из них, отдельные произведения упоминаются у других античных авторов. В науке нет единого мнения о том, какие тексты из этого списка действительно принадлежат перу Вергилия. В эпоху гиперкритицизма считалось, что Публием написаны только два стихотворения из «Смеси» (V и VI), а всё остальное — произведения неизвестных поэтов, его современников или представителей более поздней эпохи. С середины XX века картина стала более сложной: есть две крайние точки зрения (многие немецкие исследователи во главе с Карлом Бюхнером выступали за гиперкритицизм, большинство итальянцев считает, что весь Appendix действительно написан Вергилием) и одна компромиссная, согласно которой список подлинных вергилиевых работ может включать больше двух пунктов, а всё остальное могло быть написано членами того же литературного кружка и, соответственно, тоже имеет ценность для биографии поэта.
Небольшая поэма «Комар», согласно Светонию, была написана Публием в возрасте шестнадцати лет (по мнению некоторых исследователей, самая поздняя из возможных датировок — середина 44 года до н. э.). Её герой — пастух, который засыпает на солнцепёке, не видя, как к нему ползёт гадюка. Комар жалит пастуха, тот просыпается, убивает комара и замечает змею. Убив и её, человек погребает своего спасителя и пишет стихотворную эпитафию на могильном камне. Большинство исследователей видит в этой поэме пародирование стиля ритора Эпидия, который учил Вергилия ораторскому искусству; Фаддей Зелинский предположил, что это перевод с греческого. Поэма могла быть посвящена Гаю Октавию/Октавиану: возможно, именно к нему Вергилий обращается несколько раз как к «святому мальчику» («Мальчик святой, для тебя эта песня…»). Впрочем, звучат голоса против этой гипотезы. Большинство исследователей полагает, что поэма была написана неизвестным поэтом «эпохи Тиберия—Клавдия».
В поэме «Кирис» или «Скопа» речь идёт о Скилле, которая из любви к царю Крита Миносу погубила своего отца, а после этого превратилась в птицу. В отдельных строках есть явная перекличка с «Энеидой», и это аргумент в пользу того, что поэма была написана уже после смерти Вергилия. Согласно одной из версий, Вергилий начал её писать, а закончил позже другой поэт, оставшийся безымянным. Стихотворение «Проклятие», написанное на высоком художественном уровне, может быть связано с временной потерей Публием его мантуанских владений: лирический герой проклинает свои «растерзанные земли», которые ему приходится покинуть, и вспоминает оставшуюся на родине возлюбленную по имени Лидия. В этом случае автором мог быть «неотерик» Публий Валерий Катон. После I века н. э. могли быть написаны дидактическая поэма «Этна» и стихотворение «Трактирщица»; «Этну», по-видимому, приписали Вергилию только из-за того, что в «Энеиде» есть красочное описание этого вулкана.
«Смесь» представляет собой неупорядоченное собрание небольших стихотворений, большая часть которых могла быть написана Вергилием в молодости (только одно относится ко времени, когда поэт писал «Энеиду»). Ещё одно произведение из Appendix Vergiliana — поэма «Завтрак» (Moretum). Это бытописательный эпос, в котором будни крестьянина изображены без какой-либо идеализации. Судя по отдельным строкам, «Завтрак» создан после «Георгик», и одни исследователи считают, что авторы двух поэм придерживались схожих взглядов на значение крестьянского труда, а другие — что автор «Завтрака» смеётся над Вергилием.

### «Буколики»
Своё первое большое произведение Вергилий написал в новом для римской литературы того времени жанре. Это «пастушеские стихи»: их действие происходит в вымышленном идиллическом мире, на лоне природы, где простые пастухи говорят о любовных переживаниях, состязаются в пении, слушают рассказы о «золотом веке». Публий использовал в качестве источника стихи грека Феокрита, жившего в III веке до н. э., но только двумя веками позже ставшего известным широкой публике. Сначала он просто переводил своего предшественника (например, в III эклоге «Буколик» более 40 стихов из Феокрита), потом начал комбинировать разные переведённые отрывки и оригинальные тексты и, наконец, перешёл к созданию собственных вариаций на «пастушеские» темы. У Феокрита он взял ряд персонажей (Дафниса, Титира, Тирсиса, Амариллис, Коридона и других) и основные сюжетные коллизии, но действие перенёс из Сицилии и с острова Кос в Аркадию, которая в его изображении предстаёт как сказочная страна или даже условный «пейзаж души». Вопреки географии оттуда можно пешком добраться до Рима, там есть берег моря, неподалёку течёт река Минций (на этой реке стоит родная для поэта Мантуя), на полях одновременно пашут и жнут. Аркадийские пейзажи в «Буколиках» объединяют в себе обширные сады и пашни Галлии со скалами и горными рощами Сицилии.
Вергилиевы пастухи оказываются заметно более идеализированными и условными персонажами, чем герои Феокрита. Публий не изображает их быт, отказывается от комических мотивов, объединяет разных несхожих феокритовских персонажей в одного (например, угрюмых грубиянов Комата и Лакона с добродушными весельчаками Коридоном и Баттом), из-за чего становится невозможной чёткая прорисовка характеров. Образы усложняются, стиль становится менее непосредственным и более торжественным, что не вредит, впрочем, общей внутренней гармонии текста. Разные элементы феокритовой поэтики Вергилий организует по-новому и заставляет служить собственным целям: в его исполнении сборник стихотворений впервые оформляется как сложное единство, скреплённое смысловыми и формальными параллелями.

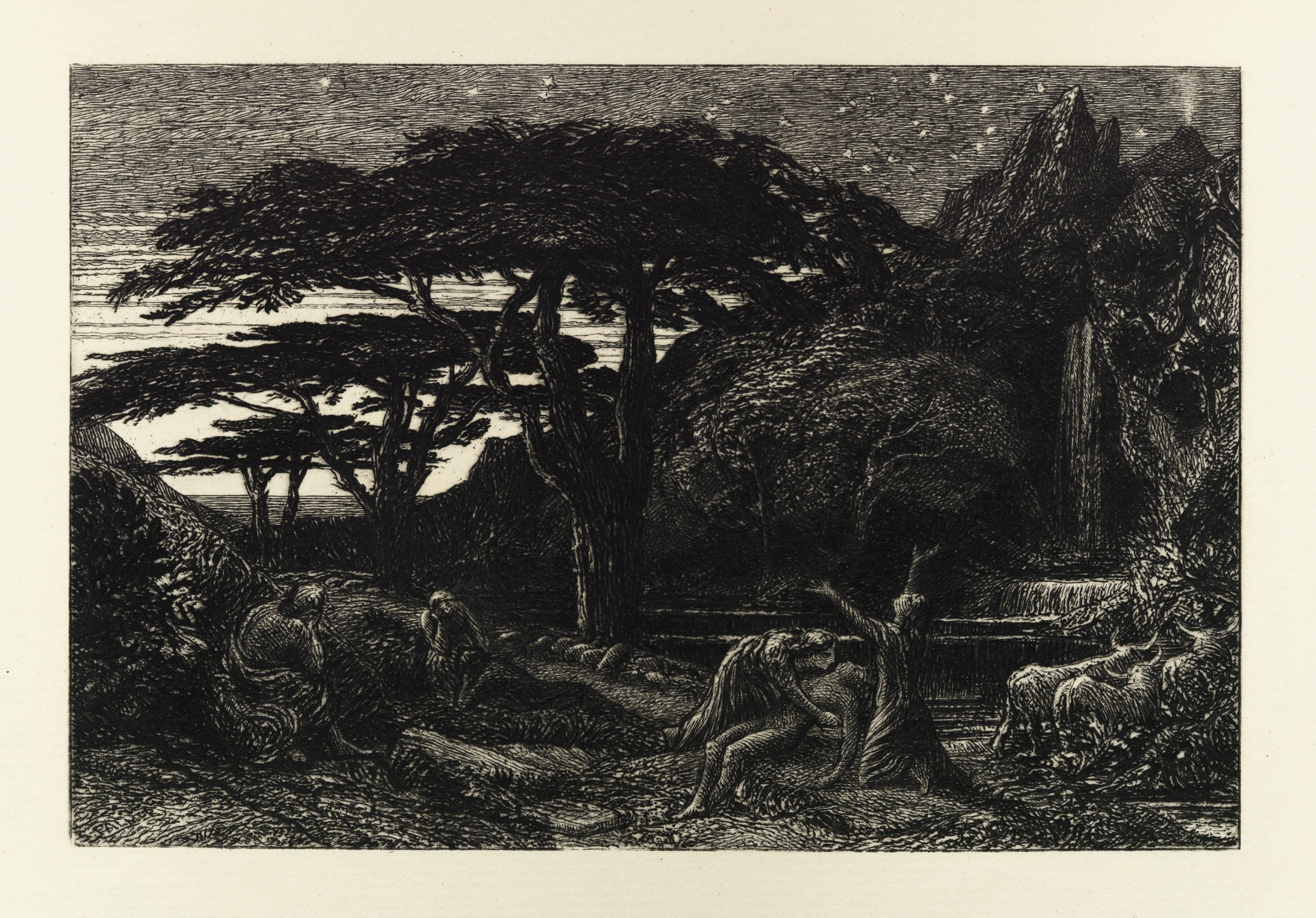
Сэмюэл Палмер, иллюстрация к «Буколикам»

Изначально эклоги выходили по отдельности, по мере написания, и каждая имела своё название по имени главного героя («Титир», «Алексис», «Палемон», «Поллион», «Дафнис», «Вар»/«Силен», «Коридон»/«Мелибей», «Колдунья», «Морис» и «Галл»). В 39 году до н. э. Вергилий объединил их для полного издания в новом порядке, сделав нечётными эклоги, написанные в форме диалогов, а чётными — написанные в повествовательной форме. Третья, пятая и седьмая представляют собой песенные состязания; в первой эклоге прощаются два пастуха, один из которых уходит в изгнание, и та же тема появляется в девятой; шестую эклогу объединяет с десятой фигура Гая Корнелия Галла, а с четвёртой — выражение автором благодарности Гаю Азинию Поллиону и Публию Альфену Вару. Во второй и восьмой герои сетуют на безответную любовь, в четвёртой и шестой речь идёт о будущем и прошлом соответственно, а в центральной, пятой эклоге, соединяются «земное и божественное»: там рассказывается о том, как юный Дафнис умирает и воскресает, становясь богом. В образе Дафниса комментаторы «Буколик», начиная с античной эпохи, видели Гая Юлия Цезаря, причисленного к богам в 42 году до н. э. В изображении Вергилия Дафнис/Цезарь становится богом для всего человечества, поскольку старается установить мир, а его сын Октавиан (в первой эклоге) — богом для поэта и пастухов, так как защищает их земли от чужого насилия. Лейтмотивом для всех «Буколик» является любовь, но Дафнис её преодолевает, чтобы дать автору повод признать, что высшим благом является мир («спокойствие»), и этот тезис подкрепляет соседняя, шестая эклога, в которой Пан приводит пастухам множество примеров гибельной страсти, взятых из мифологии.
Особое место в «Буколиках» занимает четвёртая эклога (по словам антиковеда Михаэля фон Альбрехта, «одно из самых благородных и глубокомысленных созданий мировой литературы»). В ней рассказывается о скором свершении древних пророчеств и начале «золотого века», связанном с рождением необычного младенца.

Круг последний настал по вещанью пророчицы Кумской,

Сызнова ныне времён зачинается строй величавый,

Дева грядёт к нам опять, грядёт Сатурново царство.

Снова с высоких небес посылается новое племя.

К новорождённому будь благосклонна, с которым на смену

Роду железному род золотой по земле расселится,

Дева Луцина!
— Публий Вергилий Марон. Буколики, IV, 4—10.
Этот ребёнок, по словам Вергилия, является сыном богов, но в то же время имеет земных родителей. Он будет владеть миром, и под его властью земля будет плодоносить сама, без человеческих усилий; львы не будут угрожать стадам, а герои ещё раз отправятся в Колхиду за золотым руном и возьмут Трою, после чего начнётся эпоха всеобщего благоденствия. Смысл этого стихотворения был тёмен уже для первых читателей, и появился ряд гипотез о том, что за ребёнок имеется в виду. Звучали предположения, что это один из сыновей Гая Азиния Поллиона (последнему посвящена IV эклога), ожидаемый, но так и не родившийся сын Октавиана от Скрибонии, сын Марка Антония от Октавии Младшей, сам Октавиан или его племянник Марк Клавдий Марцелл. В Средние века стало на время общепринятым мнение, что Вергилий предсказал рождение Иисуса Христа. Современные учёные полагают, что это была скорее метафора: в виде младенца поэт мог изобразить собственно «золотой век», Брундизийский мир, какое-то божество (греческое или восточное).
В целом «Буколики» стали оригинальным произведением, в котором был полностью переосмыслен опыт греческой «пастушеской» поэзии. Соединяя современность и сказочную Аркадию, элементы греческой и римской культур, идеализированных персонажей и реалистичные пейзажи , идиллические сюжеты и общее меланхолическое настроение, Вергилий смог создать нечто совершенно новое, продемонстрировал своё мастерство в выстраивании композиции и чувство стиля в сочетании с лёгкостью и задушевностью.

### «Георгики»

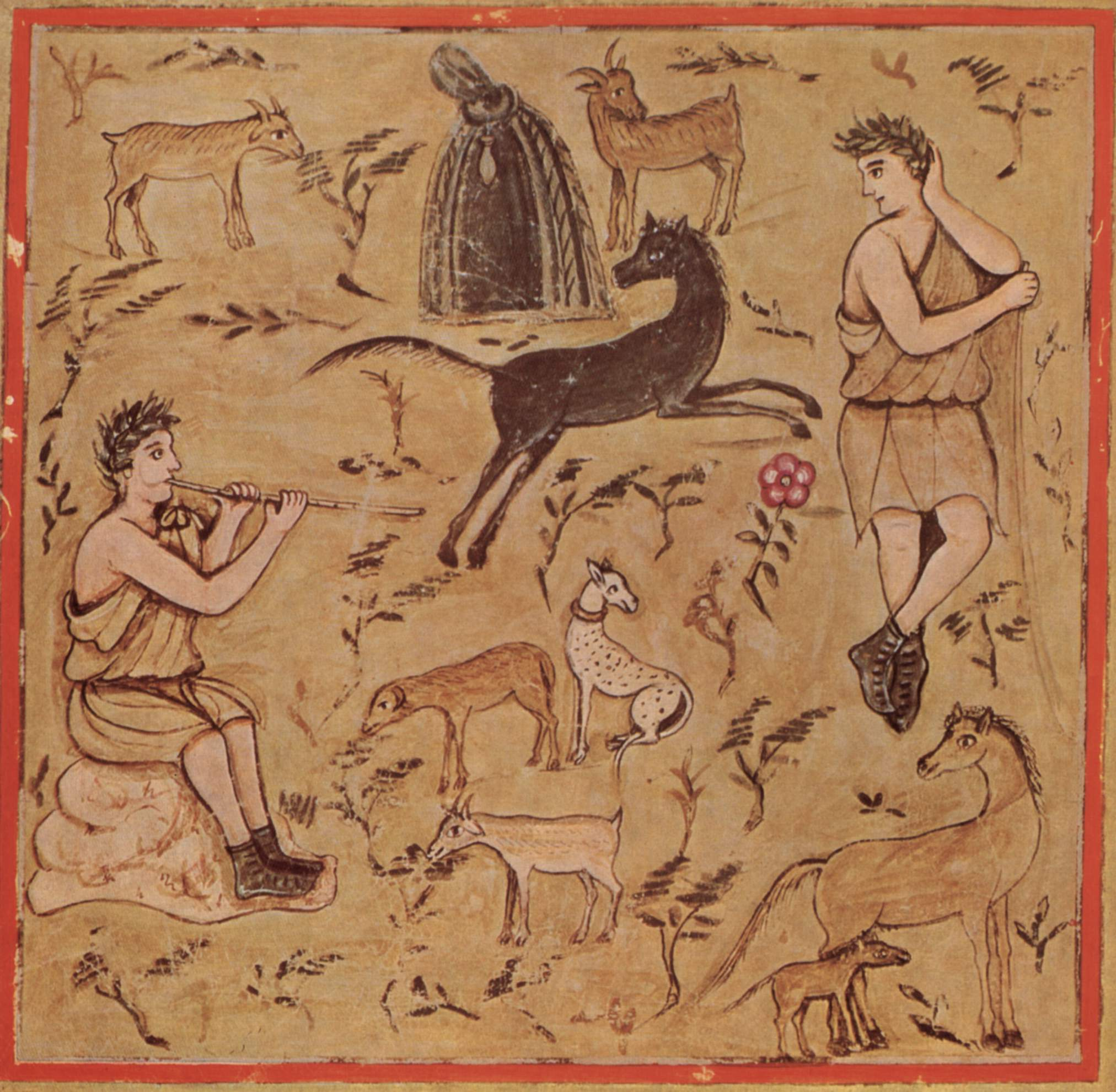
Георгики, книга III. Миниатюра из рукописи Vergilius Romanus. V век н. э.

Второе крупное произведение Вергилия — дидактическая поэма «Георгики» («Земледельческие стихи»). Написать эпос о сельском хозяйстве Публий решил, прислушавшись к просьбам Мецената и осознав главные потребности эпохи. В 30-е годы до н. э. Рим пытался выйти из глубокого социально-политического кризиса, и многие (в том числе Октавиан и его окружение) видели выход в возвращении общества к мелкому землевладению с характерным для него образом жизни — простым, здоровым, без излишеств и распущенности. Наделяя городской плебс и ветеранов небольшими участками земли, Октавиан делал шаг в этом направлении, а в литературе появлялись произведения, рассказывающие о преимуществах крестьянского труда, пробуждающие в читателях любовь к земле и природе. Именно в ту эпоху Марк Теренций Варрон написал свой трактат «О сельском хозяйстве», а Вергилий — свои «Георгики». Формально Публий адресует поэму людям, которые недавно получили землю в собственность и теперь не знают, что с нею делать; реальными же адресатами стали скорее состоятельные горожане с хорошим литературным вкусом, которым поэт хотел рассказать о преимуществах деревенского образа жизни.
«Георгики» состоят из четырёх книг. В первой речь идёт о полевых работах и предсказаниях погоды, во второй — о выращивании деревьев и кустарников, в третьей о разведении скота и в четвёртой — о пчеловодстве. Таким образом, первая половина поэмы рассказывает о неодушевлённой природе, а вторая — об одушевлённой. Обе половины начинаются с обширных обращений к сельским богам и Октавиану и в свою очередь распадаются на более мрачную первую книгу и более светлую вторую. В конце I книги описываются страшные знамения, наблюдавшиеся после убийства Гая Юлия Цезаря, в конце III — эпидемия среди животных и торжество смерти, во II книге жизнь крестьян описывается как «трижды блаженная», а завершается поэма описанием самозарождения пчелиного роя, то есть торжеством жизни. Смена сельскохозяйственных сезонов становится для поэта зримым доказательством единства и круговорота природы, а также неизбежности возрождения после смерти; именно в этом исследователи видят философскую основу поэмы. Кроме того, важной для Вергилия была мысль о нравственной ценности труда, который преображает всё вокруг. Крестьянин в его изображении полностью слит с природой и ведёт спокойную, добродетельную, счастливую жизнь.
Взявшись за дидактический эпос, Вергилий оказался соперником одного из древнейших и авторитетнейших поэтов Греции — Гесиода, автора «Трудов и дней». При этом источниками фактических данных и реальными образцами стали произведения более поздних писателей — в частности, «Признаки погоды» Арата из Сол, «О природе» Эмпедокла, «Гермес» Эратосфена, «Мелиссургики» и «Георгики» Никандра Колофонского (у этого писателя Публий позаимствовал название для своей поэмы), «Домострой» Ксенофонта, произведения Аристотеля, «История растений» Теофраста, «О земледелии» и «О пчёлах» Гая Юлия Гигина, сельскохозяйственные трактаты Марка Порция Катона Цензора, Варрона и карфагенянина Магона. Заметно влияние Тита Лукреция Кара, автора поэмы «О природе вещей»: учёные посчитали, что в среднем на каждые двенадцать строк «Георгик» приходится одна реминисценция из Лукреция. Авл Геллий в связи с этим заметил, что «Вергилий следовал не только отдельным словам, но также и чуть ли не целым стихам, а также многим фразам Лукреция». По тексту «Георгик» рассыпаны также реминисценции из Гомера, Каллимаха, Феокрита, Аполлония Родосского, Парфения, Квинта Энния.
Значение «Георгик» как гипотетического практического пособия, по-видимому, не могло быть большим: их автор, хоть и сельский уроженец, в ряде случаев даёт неверную информацию (например, о том, что ветку одного дерева можно привить к стволу любого другого), и в целом его изложение не слишком систематично. Например, виноградарству Вергилий посвящает в двадцать раз больше текста, чем выращиванию маслин, а популярные у римлян птицеводство, свиноводство, разведение рыбы в садках, огородничество не упоминает совсем. Тем не менее многие античные авторы высоко оценивали поэму в том числе и с точки зрения агрономии, а в науке встречаются мнения о том, что «Георгики» — вершина творчества Вергилия. Поэту удалось создать полноценный гимн крестьянскому труду, выразить свою любовь к природе; дидактический эпос в его исполнении стал занимательным и волнующим за счёт чередования рассказа о сельскохозяйственных работах с описаниями природы и вставками на другие темы (небесные знамения, падёж скота, аллюзии на исторические события, рассказ о Протее и Орфее и т. п.), за счёт общего меланхолического настроения.

### «Энеида»
Делом жизни для Вергилия стало создание поэмы из двенадцати книг на историко-мифологический сюжет. Это произведение осталось незаконченным: у него нет ярко выраженного финала, 58 строк недописаны, к тому же Публий намеревался отредактировать всю поэму, но не успел это сделать. Его душеприказчики по распоряжению Августа опубликовали «Энеиду» без каких-либо правок за двумя исключениями: они поменяли местами две книги (неясно, какие именно) и убрали самые первые четыре строки, после чего поэма стала начинаться со ставших знаменитыми слов «Битвы и мужа пою…» («Arma virumque cano…»).

Карта скитаний Энея согласно «Энеиде» Вергилия

Главный герой поэмы — Эней, второстепенный персонаж греческой мифологии, член троянского царского дома, который во время взятия Трои ахейцами смог спастись и позже стал вождём своих соплеменников, отправившихся на запад. Начиная самое позднее с III века до н. э. считалось, что Эней обосновался в Лации и что именно его потомки основали Рим. К нему возводили свою родословную патриции Юлии, к которым принадлежал и Август, «второй основатель Рима» согласно официальной пропаганде; многие нобили считали себя потомками спутников Энея. Всё это делало такой выбор темы для поэмы особенно удачным. К тому же Вергилий получал возможность первым создать художественное повествование о римской праистории на классической латыни, связав воедино скудные сообщения источников (до него были только «Пуническая война» Гнея Невия и «Анналы» Квинта Энния, где действие начиналось с Энея). Рима в «Энеиде» ещё нет, но его судьба, уже предначертанная, постепенно раскрывается в тексте, где упоминаются не только Август, но и его наследники; история Рима рассматривается не ретроспективно, а из ещё более глубокого прошлого, и это даёт исследователям основания, чтобы называть «Энеиду» «поэмой о будущем», поэмой, которая своей масштабностью соответствовала величию Римской державы.

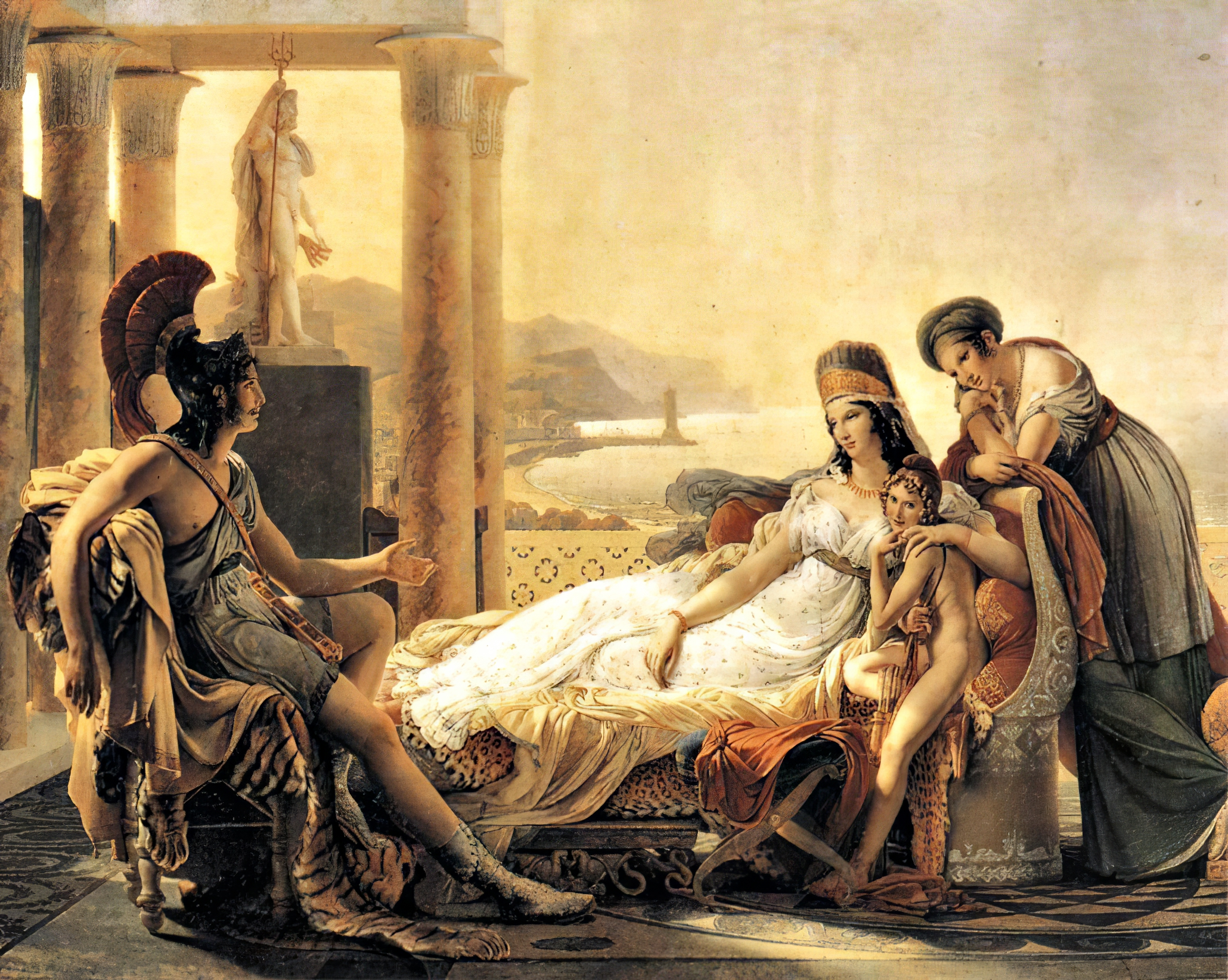
Пьер-Нарцисс Герен. Эней и Дидона, 1815 год

В начале поэмы буря прибивает корабли Энея к берегам Ливии. Получив хороший приём у царицы Карфагена Дидоны, путник рассказывает ей о падении Трои и о своих долгих странствиях — о том, как он пытался обосноваться на Крите, как был оттуда изгнан и как пенаты во сне приказали ему плыть в Италию, чтобы основать там новое государство. Дидона влюбляется в гостя. Эней отвечает ей взаимностью, но вскоре Юпитер приказывает ему продолжить путь, а брошенная царица совершает самоубийство. Эней приближается к побережью Кампании и спускается в подземный мир. Там он встречает тень отца, пророчествующую о великом будущем Рима вплоть до эпохи Августа. Потом Эней высаживается в устье Тибра и понимает, что это та земля, которую он искал. Он заключает союз с местным царём Латином и хочет жениться на дочери царя Лавинии, но её прежний жених Турн начинает войну, описание которой занимает всю вторую половину поэмы. В конце концов Эней убивает врага в единоборстве, и на этом поэма обрывается.
Образцом для Вергилия во время работы над «Энеидой» был Гомер. Именно по аналогии с «Илиадой» и «Одиссеей» был построен сюжет поэмы. Главный герой, подобно Одиссею, оказывается в чужой стране, где рассказывает местному царю о падении Трои и своих злоключениях; он спускается на время в загробный мир, на пути к цели его пытается задержать женщина. Вергилий изображает ночные вылазки в стан врага, перемирие и его нарушение, поминальные игры, совет богов, изготовление Вулканом (Гефестом) оружия для героя, включает в поэму перечни вождей, и у каждого из этих эпизодов есть прообраз в гомеровском тексте. При этом события развиваются, по сравнению с Гомером, в обратном порядке: сначала странствия, потом война. Соответственно первые шесть книг «Энеиды» называют «римской Одиссеей», а вторые — «римской Илиадой».
Однако есть и принципиальные отличия. В гомеровских поэмах очевидна цель всех действий героев: ахейцы стремятся взять Трою, и война для них — совершенно обычное дело, а Одиссей пытается вернуться домой, к семье. У Вергилия же нет этой чёткой заданности. Плывя по Внутреннему морю, Эней и его спутники в каждой новой гавани видят возможный конец пути, а сражаясь с Турном, понимают, что война не была неизбежной. Они стремятся понять свою судьбу, и это получается далеко не сразу. Главный герой, осуществляя предначертанное, вынужден отрекаться от своих страстей, хотя они и благородны: от стремления сражаться с врагами, от любви к родине и женщине; он хочет остаться в Карфагене, а потом на Сицилии, но боги заставляют его двигаться дальше. Таким образом, первая треть «Энеиды» — это рассказ об отречении, а последняя треть — рассказ о преодолении препятствий на пути к цели, обозначенной в середине.
Кроме гомеровских поэм, источниками Вергилия при работе над «Энеидой» стали киклические поэмы, трагедии Софокла и Еврипида, «Аргонавтика» Аполлония Родосского (в его Дидоне много общего с Медеей из этой поэмы), «Анналы» Квинта Энния, «Пуническая война» Гнея Невия, «Начала» Марка Порция Катона Цензора, «Человеческие и божественные древности» Марка Теренция Варрона, «История Рима от основания города» Тита Ливия, стихи Катулла.
Главный герой «Энеиды» — это литературный персонаж нового типа. Эней наделён чертами старого эпического героя (воина, который легко поддаётся гневу, выделяется своей храбростью); в то же время у него есть специфически римские качества — fides (верность взятым на себя обязательствам, в частности, по отношению к своим спутникам) и особенно pietas — благочестие по отношению к богам и родным. Эней всегда следует повелениям божеств, он на плечах выносит из горящей Трои своего отца, престарелого Анхиза, берёт с собой в изгнание домашних богов, заботится о своих потомках. Герой поэмы демонстрирует благородство, тонкость чувств и сострадание по отношению к врагу, даже во время битвы. С другой стороны, его жестокость по отношению к Турну и Дидоне кажется современному читателю неоправданной. Эней полностью осознаёт свою задачу — заложить основу великого государства — и ради этого отрекается от своих желаний, становясь абсолютно пассивным орудием в руках судьбы. В этом комментаторы видят трагизм образа Энея.
Персонажи второго ряда выглядят более цельными и в то же время более схематичными. Это Турн, изначально положительный герой, образец доблести, обречённый на гибель (Вергилий изобразил его с оглядкой на гомеровского Гектора); заботливая жена Энея Креуса (Михаэль фон Альбрехт называет её «одним из нежнейших образов мировой литературы»), верный спутник Энея Ахат, ставшие эталоном мужской дружбы Евриал и Нис, Анхиз — мудрый старец с даром предвидения, доблестный красавец Асканий (сын Энея), благочестивый царь Латин. Больше всех удался поэту трагический образ Дидоны. Царица, в отличие от главного героя, не может отрекаться от своих желаний ради будущего и, убедившись в невозможности счастья, убивает себя. Её история, схожая с судьбами Ариадны и Гипсипилы, по-видимому, является плодом фантазии Вергилия.

## Взгляды Вергилия

### История
История Рима занимала важное место в творчестве Вергилия, который был большим патриотом своей страны. Рим он отождествлял со всей Италией, включавшей с 49 года до н. э. в том числе и малую родину поэта. «Сатурна земля, великая мать урожаев», — называет поэт Италию, говоря о ней как о богатейшей стране мира, родине «крепких мужей» — сабинян, вольсков, лигуров, марсов. Рим в узком смысле Публий считал уникальным городом. Боги, определяющие ход истории и делающие людей своими орудиями, избрали поселение на Тибре для своего земного жилища и для владычества над миром, хотя издавна существовали и другие сильные города (например, Карфаген, пользовавшийся благосклонностью Юноны). Они определили Энею, жителю Фригии, имевшему италийские корни, роль одного из первооснователей великого города, и отправили его в путь, регулярно снабжая пророчествами о его собственной судьбе и о великом предназначении общины, которую он создаст.
Все эти пророчества и предсказания сообщают о событиях, являющихся отдалённым будущим для героев «Энеиды» и прошлым для её читателей. Вместе с авторскими отступлениями и историческими отсылками они занимают настолько важное место в поэме, что в античную эпоху её называли даже «Gesta populi Romani» («Деяния римского народа»). Эней однажды посещает холмы над Тибром, где живёт грек Эвандр; на щите, выкованном для Энея Вулканом, изображены многие события последующих времён, вплоть до битвы при Акции; в подземном царстве главный герой встречает отца, который рассказывает ему о грядущей великой судьбе Рима. По словам Анхиза, если другие народы прославятся благодаря искусствам или наукам, то потомки Энея будут править всем миром.

Смогут другие создать изваянья живые из бронзы,

Или обличье мужей повторить во мраморе лучше,

Тяжбы лучше вести и движенья неба искусней

Вычислят иль назовут восходящие звезды, — не спорю:

Римлянин! Ты научись народами править державно —

В этом искусство твое! — налагать условия мира,

Милость покорным являть и смирять войною надменных!
— Публий Вергилий Марон. Энеида, VI, 847—853.
При этом политическое могущество не обещано в качестве дара. Боги только помогают римлянам, которые сами должны предпринимать огромные усилия для достижения цели. Уже в «Георгиках» звучат имена выдающихся мужей, благодаря которым росло могущество Рима, — «Дециев всех и Мариев, сильных Камиллов, и Сципионов, столпов войны». Анхиз называет Тарквиния Древнего, Луция Юния Брута, Тита Манлия Империоза Торквата, трёх Публиев Дециев Мусов, Ливиев Друзов, Сципионов, Марка Порция Катона Цензора, Луция Эмилия Павла Македонского, Луция Муммия Ахаика, братьев Гракхов. Венчает этот перечень Август, чьё правление изображено как закономерный триумфальный итог всей римской истории.

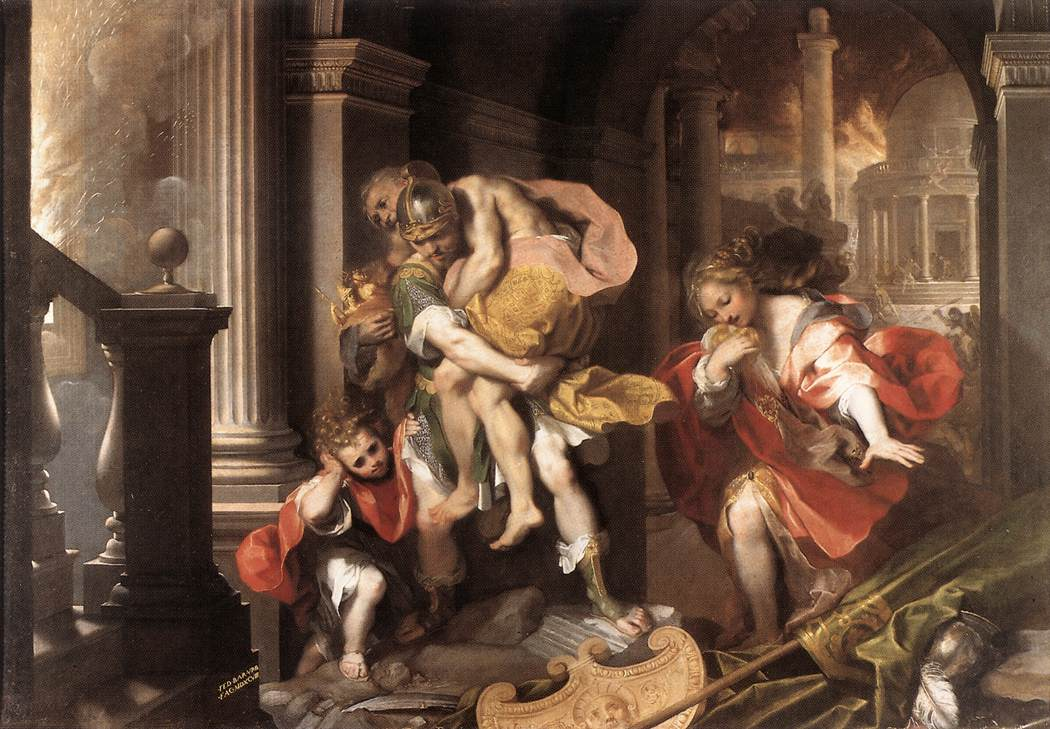
Бегство Энея из Трои. Картина Федерико Бароччи, 1598 год

Римляне обладают набором уникальных качеств, благодаря которым они, по мнению Вергилия, могут осуществлять своё предназначение и сохранять любовь богов. Это благочестие (pietas), доблесть (virtus), трудолюбие, скромность и простота нравов. Правда, со временем все эти качества оказались в значительной степени утрачены, и в результате начались внутренние распри, переросшие в гражданские войны; но возвращение к старым нравам может всё исправить.
Для поэта история — целенаправленный процесс: падение Трои, плавание Энея и основание Лавиния — это необходимая прелюдия к возникновению Римской державы, а Рим в свою очередь должен объединить вселенную и дать ей мир. Соответственно важным для Вергилия становится понятие предопределения, судьбы, фатума, руководящего событиями. Однако предопределено, по его мнению, не всё. В концепции Публия есть место для случайностей, связанных с незнанием людьми своей судьбы, а также с существованием воли богов, иногда противостоящей року. Так, Юнона в «Энеиде» пытается помешать судьбе и предотвратить разрушение Карфагена римлянами, но терпит неудачу: её побеждает «рок Юпитера» (fatum Jovis), который сильнее, поскольку преследует благую цель. Вергилий отказывается от распространённой в античной культуре идеи цикличности времени. Историю он считает линейным процессом; это сближает его с ветхозаветной и более поздней христианской традициями.

### Политика
«Буколики» и «Георгики» Вергилия относятся к немногим сохранившимся литературным памятникам, созданным в эпоху гражданских войн конца 40-х — 30-х годов до н. э. Они могли выполнять в том числе и пропагандистскую функцию, хотя формально были посвящены совсем другому. Исследователи выделяют в этих текстах два основных мотива: неприятие внутренних распрей и возвеличивание Цезаря и Августа. Лично столкнувшись с пагубными проявлениями гражданской войны, Публий протестует против насилия и конфискаций, называет солдат враждующих армий разорителями, «варварами», «безбожными вояками», из-за которых мирные люди вынуждены оставить родину и искать для себя новый дом. Первопричинами этих бед, по словам поэта, стали отсутствие согласия между гражданами и упадок нравов.

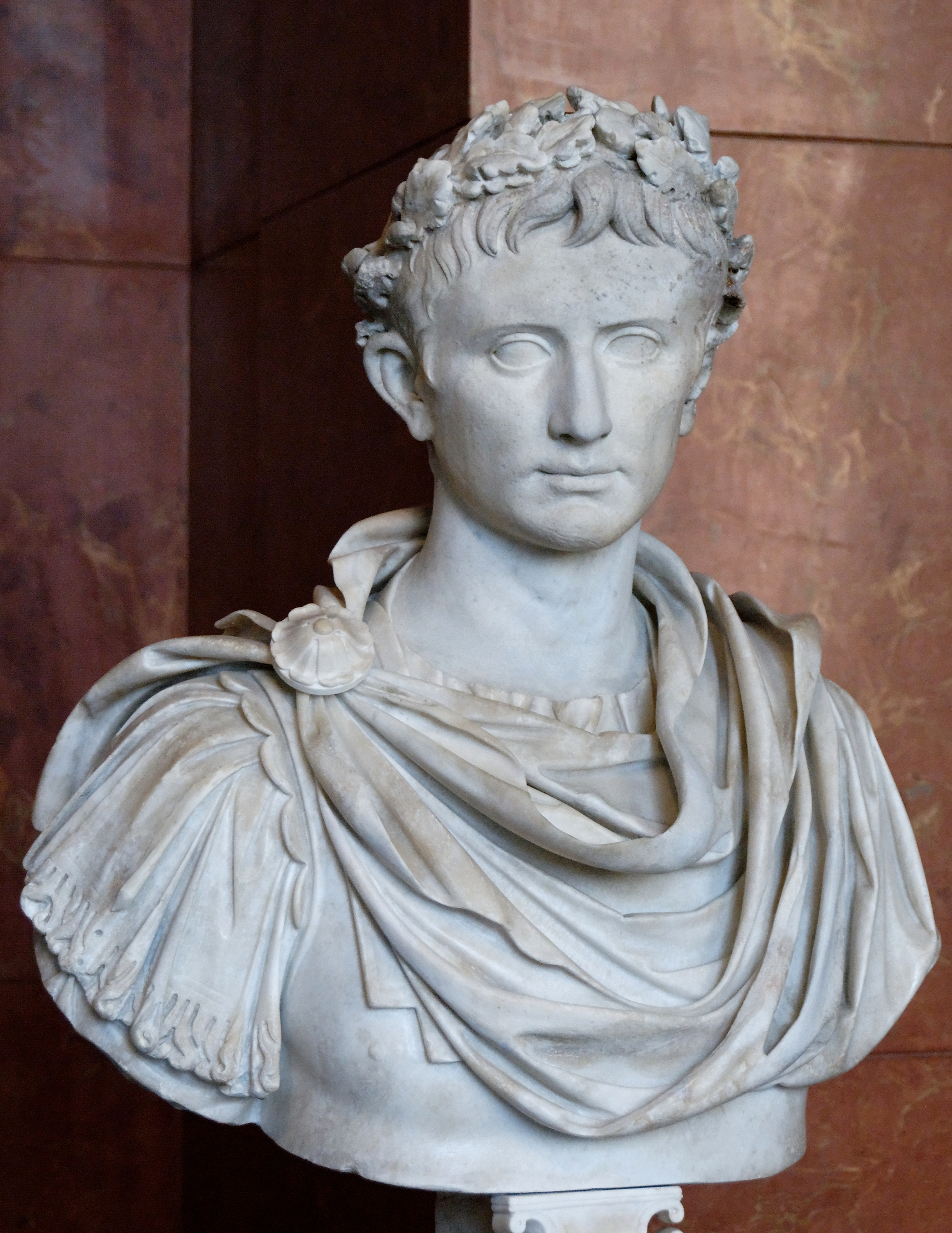
Бюст Октавиана Августа, I век н. э.

Поэт не винит в случившемся цезарианскую «партию». Напротив: он стал одним из первых литераторов, которые поддержали политику обожествления Цезаря и Августа. В пятой эклоге «Буколик», говоря о Дафнисе, который «угас жестокой смертью», но потом был причислен к сонму богов, Вергилий предположительно имеет в виду Цезаря. В девятой эклоге он упоминает «светило Цезаря», при свете которого румянится виноград и зреют колосья; здесь речь идёт об астральном культе Гая Юлия, зародившемся вскоре после его гибели. Наконец, в первой эклоге Публий называет Октавиана богом, который «доставил спокойствие» и которому регулярно приносятся жертвы. Правда, поэт уточняет, что Октавиан, так и не названный здесь по имени, является богом только для него. Позже, в «Георгиках», Вергилий говорит о культе Октавиана ещё более определённо и, возможно, завуалированно упоминает борьбу между молодым Цезарем и Марком Антонием, явно вставая на сторону первого из них. Свою преданность Октавиану Публий доказал, вычеркнув из «Георгик» упоминание о Корнелии Галле. Позже Актийскую войну он изобразил как священную битву, в которой италийские боги сражаются на стороне Цезаря
От идеи написать панегирическую поэму об Октавиане Вергилий отказался; причиной тому могла стать в том числе боязнь написать что-то неугодное принцепсу. Однако и в «Энеиде» правитель Рима занимает очень важное место. Возможно, именно Октавиан стал автором идеи поэмы (Овидий в «Скорбных элегиях», обращаясь к нему, использует оборот «твоя „Энеида“»). В числе лейтмотивов поэмы божественное происхождение Юлиев, высокая миссия Августа, изначально для него определённая и позволяющая считать его врагов святотатцами.

Вот он, тот муж, о котором тебе возвещали так часто:

Август Цезарь, отцом божественным вскормленный, снова

Век вернёт золотой на Латинские пашни, где древле

Сам Сатурн был царем, и пределы державы продвинет.
— Публий Вергилий Марон. Энеида, VI, 791—794.
По мнению Вергилия, у Рима есть только один путь к спасению. Уважаемый гражданин, обладающий властью, происходящий от богов и известный своим добрым нравом, должен своим авторитетом и личным примером заставить римлян вернуться к истинным добродетелям, добиться установления мира и таким образом обеспечить Риму вечное процветание. Это станет концом истории и началом «золотого века», когда надо будет только сохранять достигнутое, не стремясь к новым свершениям. Публий готов был увидеть такого гражданина в Цезаре-старшем (этот нобиль явно пользовался симпатией поэта), а позже перенёс свои надежды на его приёмного сына. По-видимому, поэт понимал, что речь должна идти об эволюции республиканского строя в сторону единовластия, и готов был приветствовать этот процесс. Подтверждение тому можно увидеть в описании пчелиного улья в «Георгиках»: там царят согласие и совместный труд, каждая пчела готова пожертвовать жизнью ради царя, и для поэта это явный идеал государственного устройства. Пчёл он называет «маленькими квиритами», проводя таким образом прямую параллель с Римом.
Таким образом, Вергилий, как и его современники Гораций и Овидий, приветствовал переход от Республики к Принципату. У исследователей нет единого мнения о причинах этого. Некоторые учёные связывают такую позицию Публия с его меркантильными интересами, эффективностью литературного патроната в эпоху Августа и страхом поэта перед немилостью правителя, считая Вергилия неискренним льстецом. Другие полагают, что всё дело в стремлении поэта к миру: как и большинство населения Италии, он готов был приветствовать любую твёрдую власть, которая положила бы конец гражданским войнам. В 30-е годы до н. э. это была власть Октавиана. Вергилий успел насладиться мирной жизнью и умер до начала неприятных внутриполитических эксцессов, связанных с переходом к Империи.

### Религия и философия
В молодости Вергилий учился у эпикурейца Сирона и был близок к эпикуреизму — философскому учению, которое признавало высшим благом наслаждение жизнью; но вскоре он начал тяготеть к модному в Риме стоицизму и к учению Пифагора. Уже в «Георгиках» исследователи видят проявления приверженности поэта к характерному для стоиков пантеизму. Позже в «Энеиде» Анхиз рассказывает об устройстве мира в пантеистическом духе:

Землю, небесную твердь и просторы водной равнины,

Лунный блистающий шар, и Титана светоч, и звезды, —

Все питает душа, и дух, по членам разлитый,

Движет весь мир, пронизав его необъятное тело.
— Публий Вергилий Марон. Энеида, VI, 724—727.
Боги греко-римского пантеона стали персонажами «Энеиды». Так же, как у Гомера, они постоянно вмешиваются в происходящие на земле события, принимая решения по итогам совещаний. Однако у Публия они не слишком подвержены страстям и довольно безлики. Некоторые исследователи считают, что поэт ввёл их в повествование, только чтобы отдать дань традиции, но при этом сам в них не верил, как и основная масса образованных римлян той эпохи. Другие учёные отмечают, что Вергилий говорит о богах более серьёзно, чем Гомер, без фамильярности. С особенным пиететом поэт мог относиться к Венере, которая для него в первую очередь Venus Gentrix, «Венера-Прародительница», — предок Юлиев. Многие античные комментаторы упрекали поэта за появление богов в «Энеиде», но для поэта это могло быть необходимо, чтобы показать силу судьбы, которая правит людьми. К тому же боги в его изложении становятся в значительной степени олицетворениями природных явлений, что характерно для стоицизма. Так, Юнона олицетворяет воздух, Вулкан — огонь.
В целом в «Энеиде» нашла отражение народная религия римлян I века до н. э., представлявшая собой смешение римских и греческих народных верований, элементов восточных религий и отдельных направлений греческой философии. Рассказ о чудесном младенце в IV книге «Буколик» разные учёные связывают с египетской религией (в частности, с мифом о Горе), с зороастризмом, с ветхозаветным мессианством. Отождествление «фатума Юпитера» с «благим роком» является для некоторых исследователей доказательством того, что Вергилий был склонен к монотеизму.

## Память и влияние

### Античность

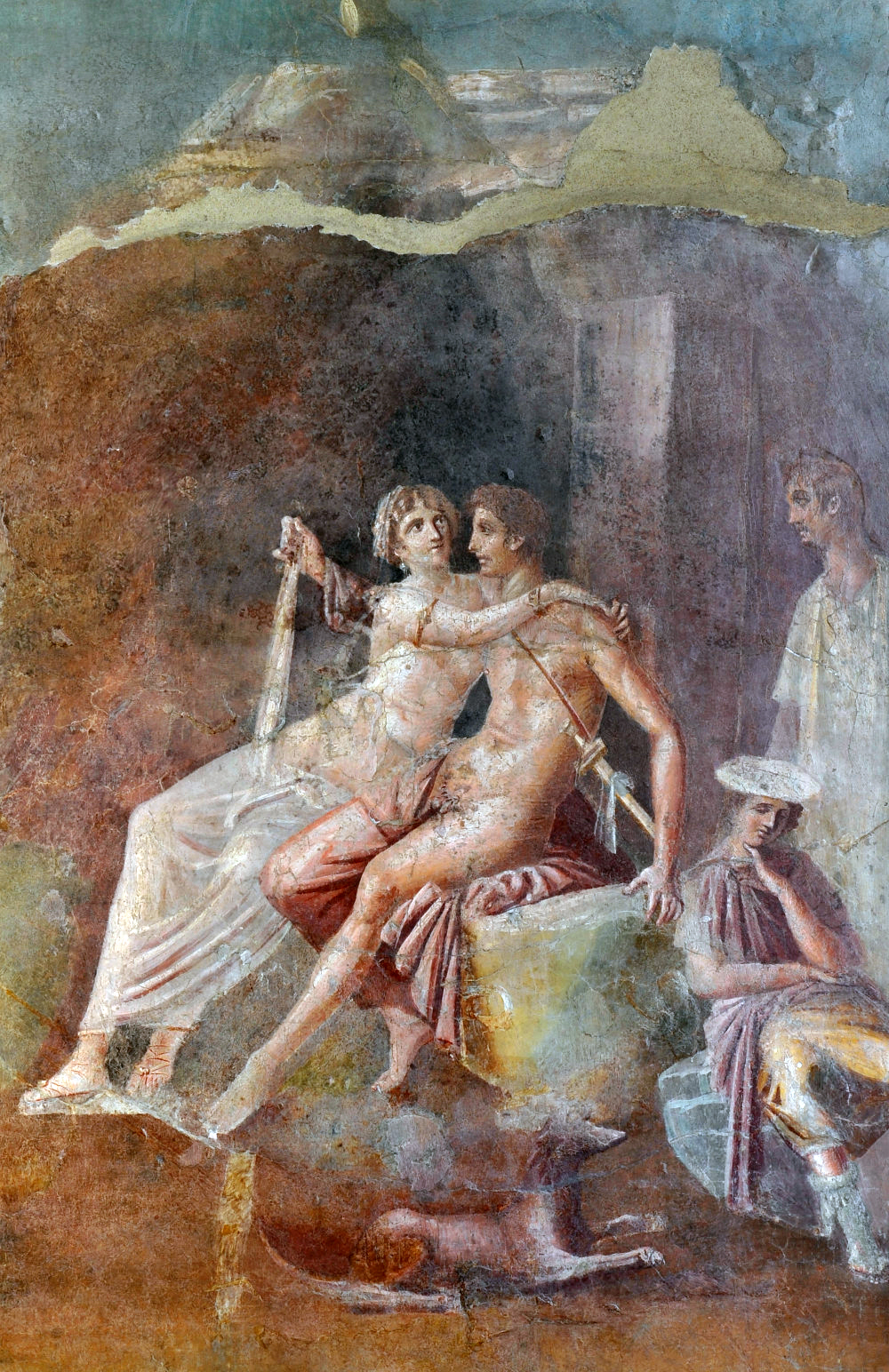
Римская фреска «Эней и Дидона»

В источниках сохранились упоминания о критике в адрес Публия со стороны некоторых его современников. Светоний в связи с этим написал ставшую знаменитой фразу: «В хулителях у Вергилия недостатка не было, и неудивительно: ведь они были даже у Гомера». Так, поэт Юлий Монтан говорил, что многие стихи Публия, когда их не читает автор, остаются «пустыми и вялыми». Некто Нумиторий опубликовал «Антибуколики», сборник пародий на две вергилиевы эклоги; Карвилий Пиктор написал книгу «Бич Энея», а Геренний опубликовал перечень «погрешностей», содержащихся в стихах Публия. Поэта критиковали из-за его вольного обращения с мифологическими сюжетами и из-за многочисленных заимствований, причём само понятие заимствования трактовалось очень широко. Например, описание любви Дидоны к Энею напоминало первым читателям историю о страсти Медеи в «Аргонавтике» Аполлония Родосского, из-за чего вся IV книга «Энеиды» считалась неоригинальной. Квинт Октавий Авит опубликовал труд в восьми книгах «Подобия», содержавший «заимствованные Вергилием стихи с указанием их происхождения». Особенно часто Публия упрекали в использовании текста «Илиады» и «Одиссеи»; поэт защищался от таких обвинений, но в свою предсмертную поездку он отправился, как раз чтобы «всё отделать в угоду зложелателям».
Впрочем, критика была скорее исключением из правила. Все произведения Вергилия встречали восторженный приём и у широкой публики, и у ценителей, так что его уже при жизни считали лучшим поэтом в истории Рима. Секст Проперций, ставивший Публия в один ряд с Гомером, писал, что его стихи придутся по вкусу любому читателю. Овидий отзывался о Публии с большим уважением и сожалел, что только видел его, но не был с ним знаком. В «Любовных элегиях» Овидий высказал уверенность: «Титир, земные плоды и Энеевы брани, — читатель // будет их помнить, доколь в мире главенствует Рим». В свои «Героиды» он включил письмо Дидоны к Энею, явно написанное под влиянием Вергилия, в своих «Метаморфозах» он явно соревнуется с Публием.
Вергилий был безусловным авторитетом для обоих Луциев Аннеев Сенек — отца и сына. К середине I века н. э. литературное влияние Публия было настолько велико, что Марком Аннеем Луканом, попытавшимся создать в «Фарсалии» свою эпическую традицию, во многом руководил «антивергилиевский пафос»: он пытался создать нечто прямо противоположное «Энеиде» с точки зрения и формы, и содержания. Однако Лукан потерпел неудачу. «Аргонавтика» Валерия Флакка, «Фиваида» Публия Папиния Стация и «Пунические войны» Силия Италика (конец I века) были написаны как явные подражания «Энеиде», причём в третьем случае даже можно говорить о прямом плагиате (с точки зрения современного читателя). Стаций в финале «Фиваиды» обращается к собственной поэме с просьбой: «Не стремись с Энеидой божественной спорить, // Следуй за ней вдалеке и пример её чти неизменно». Последователями Вергилия в буколическом жанре стали Кальпурний Сикул (I век) и Марк Аврелий Олимпий Немезиан (III век).

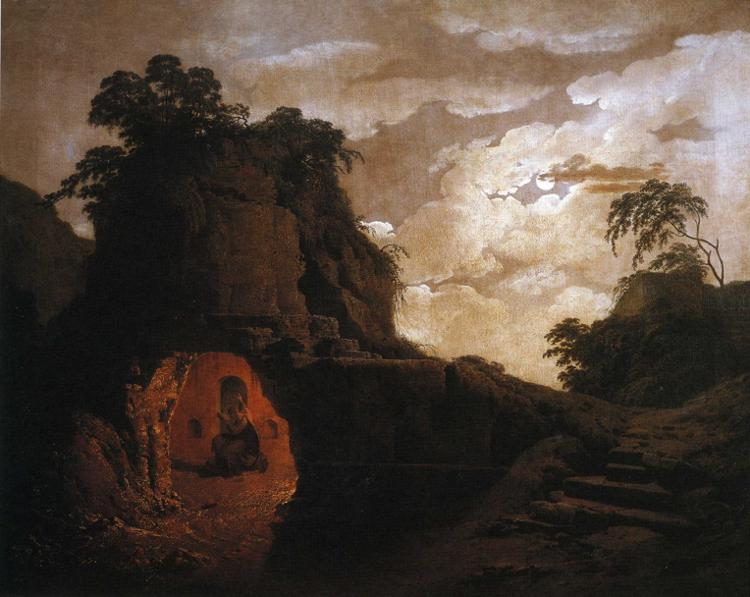
Джозеф Райт. Могила Вергилия с фигурой Силия Италика. Картина Джозефа Райта, 1779 год

Силий Италик был восторженным поклонником Вергилия. Он купил землю с гробницей классика, посещал её, как храм, благоговейно хранил в своём доме множество принадлежавших Публию книг, картин и статуй, а день его рождения отмечал более торжественно, чем свой собственный. Марк Валерий Марциал написал об этом в двух своих эпиграммах:

Эту гробницу хранит — великого память Марона —

Силий — хозяин земли, коей владел Цицерон,

Не предпочел бы других наследников или владельцев

Праха и ларов своих ни Цицерон, ни Марон.

[…]

Всеми почти что уже покинутый прах и Марона

имя священное чтил лишь одинокий бедняк.

Силий решил прийти на помощь возлюбленной тени,

и почитает певца ныне не худший певец.
— Марк Валерий Марциал. Эпиграммы, XI, 48; 49.
Исследователи отмечают, что поведение Италика наверняка считалось экстравагантным, но в целом подчёркнутая любовь к Вергилию была в то время признаком хорошего тона. Скульптуры поэта стояли в школах и библиотеках, его изображения красовались на многочисленных переизданиях поэм (об одном таком портрете пишет Марциал: «Малый пергамент такой вмещает громаду Марона! // Да и портрет его тут виден на первом листке»). Героев произведений Вергилия часто изображали на вазах, на ювелирных изделиях, фресках, картинах и рельефах. Цитаты из поэм появлялись на предметах утвари, на вывесках, гробницах и просто на стенах домов. Примечательна сохранившаяся надпись на стене дома фуллона (сукновала) в Помпеях, явно пародирующая зачин «Энеиды»: «Фуллонов пою и сову, а не битвы и мужа». Текст «Энеиды» использовался для гадания (известно, что так гадали императоры Адриан, Александр Север, Клавдий II). Произведения Вергилия часто декламировали в театре или делали основой для танцевальных постановок; по словам Светония, император Нерон «в последние свои дни открыто поклялся, что, если власть его устоит, то на победных играх он… пропляшет вергилиевского „Турна“». Тополь, посаженный по случаю рождения Публия в Андах, получил от местных жителей название «дерево Вергилия» и чтился как священное дерево беременными и роженицами.
Произведения Публия очень быстро вошли в школьную программу: первые упоминания о том, что по ним изучают латинскую грамматику, относятся к 26 году до н. э. и связаны со школой Квинта Цецилия Эпирота. В I веке н. э. это уже безусловно одна из главных составляющих литературного канона, вытеснившая поэмы Невия и Энния. Веллей Патеркул называет Публия «принцепсом поэтов», Квинтилиан пишет, что чтение нужно начинать с Гомера и Вергилия. Для Макробия (V век) Публий — «мантуанский Гомер» или просто «Поэт». В «Институциях» Гая (II век) зафиксирована уверенность в том, что существуют два «Поэта»: греческий (Гомер) и латинский (Вергилий). Все поэмы Публия были переведены на греческий язык уже в конце I века до н. э. При этом римляне всё реже читали Гомера: «Энеида» с её более изящным стилем и более близким сюжетом постепенно заменила им и «Илиаду», и «Одиссею». Вследствие этого образованная публика чаще отождествляла себя с троянцами, а не с ахейцами. Каноническое для античности, а позже и для всей европейской культуры, описание Троянской войны отныне включало истории о коварстве Синона (ахейца, убедившего жителей Трои, что его соплеменники уплыли и оставили деревянного коня им в дар) и о страшной гибели Лаокоонта, который пытался предостеречь троянцев. Знаменитой стала строка из «Энеиды» — «Бойтесь данайцев, дары приносящих» (Timeo Danaos et dona ferentes).
В эпоху поздней античности вошли в моду литературные игры: поэты создавали центоны — стихотворения, полностью состоящие из цитат. Особенно часто центоны составлялись из строк Вергилия. Наиболее известное произведение такого рода — «Свадебный центон» Децима Магна Авсония (368 год), в котором полустишия, найденные в «Буколиках», «Георгиках» и «Энеиде», образуют рассказ о бракосочетании с непристойной концовкой (последняя глава называется «Дефлорация»). Автор продемонстрировал особое мастерство и остроумие, найдя для такой темы материал в текстах самого стыдливого из латинских поэтов. «Стыдно, конечно, таким шутливым предметом унижать достоинство песен Вергилия, — пишет Авсоний в предисловии. — Но что было делать? Таков был приказ». Гозидий Гета создал трагедию «Медея» из строк «Энеиды».
Начиная с конца I века до н. э. было написано множество биографий поэта. Всего исследователи насчитали для допечатной эпохи (до 1440 года) 39 жизнеописаний и ещё 382 произведения, содержащих биографическую информацию о Вергилии (авторы в большинстве случаев неизвестны). Почти все эти тексты восходят к биографии Публия, созданной в начале II века Гаем Светонием Транквиллом и включённой в сборник «О поэтах». Светоний, в свою очередь, использовал книгу друзей Вергилия, Луция Вария Руфа и Марка Плотия Тукки, «о его натуре и характере». Предположительно текст Светония был почти полностью включён в Vita Vergilii Элия Доната, составленную в IV веке и сохранившуюся до наших дней. Кроме того, многие античные авторы составляли комментарии к поэмам Вергилия. Это были Квинт Цецилий Эпирот, Гай Азиний Поллион, Гай Юлий Гигин, Асконий Педиан, Луций Анней Корнут, Марк Валерий Проб, Велий Лонг, Эмилий Аспер и другие. В IV веке на основе их текстов написали свои комментарии Элий Донат, Псевдо-Проб и Мавр Сервий Гонорат.
Изображения

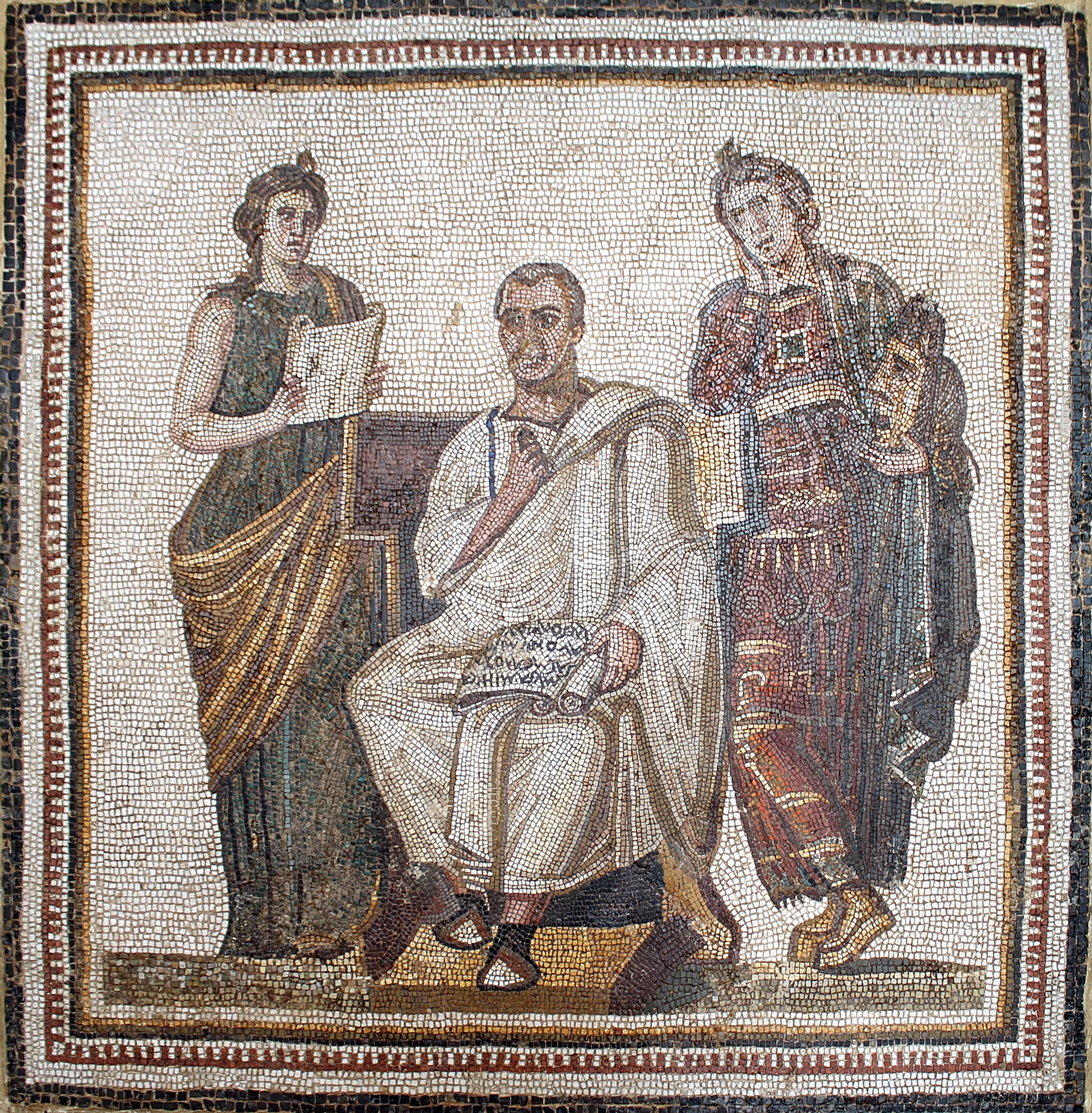
Вергилий (предположительно) с Клио и Мельпоменой. Мозаика III века

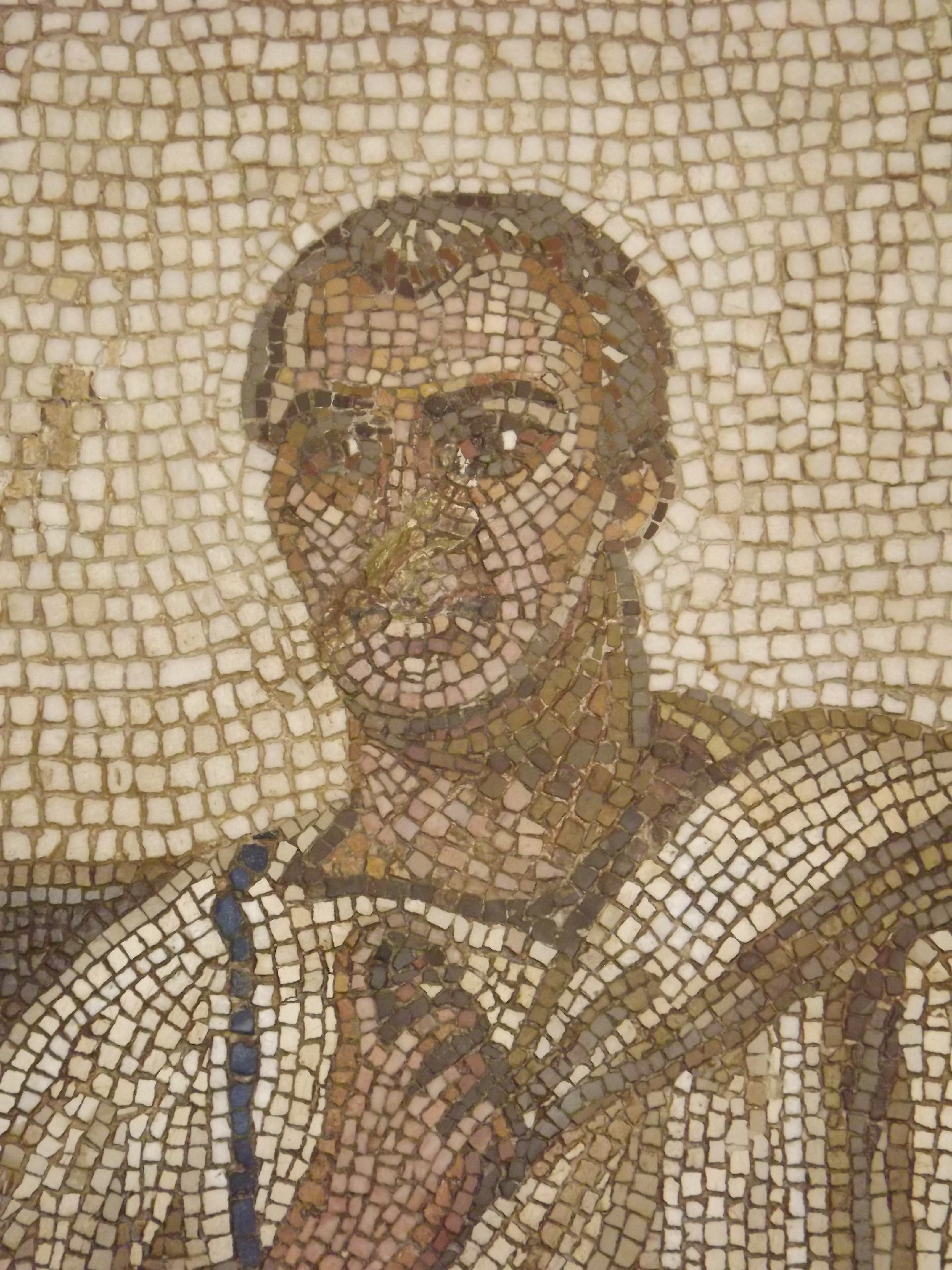
Фрагмент с Вергилием

В античную эпоху Вергилия изображали очень часто. Известно, что император Калигула хотел изъять эти изображения из общественных мест, а Александр Север, называвший Публия «Платоном поэтов», хранил одно из них вместе со своими ларами. До наших дней сохранились несколько бюстов, по-видимому, запечатлевших облик Вергилия. Один из них является единственным бесспорным изобразительным источником, по которому можно судить о внешности поэта; правда, черты лица заметно идеализированы.
В 1896 году в Сусе (древний Гадрумет) была найдена мозаика начала III века. На ней изображён сидящий мужчина средних лет с довольно грубыми чертами лица, держащий в руках свиток со строкой из I книги «Энеиды»; рядом с ним стоят музы Каллиопа и Мельпомена. Многие исследователи полагают, что этот мужчина — Вергилий. К середине III века относится так называемая «Мозаика Монна», выложенная на полу одного из домов в Августе Треверов (современный Трир) и включающая портрет Публия.

### Средние века

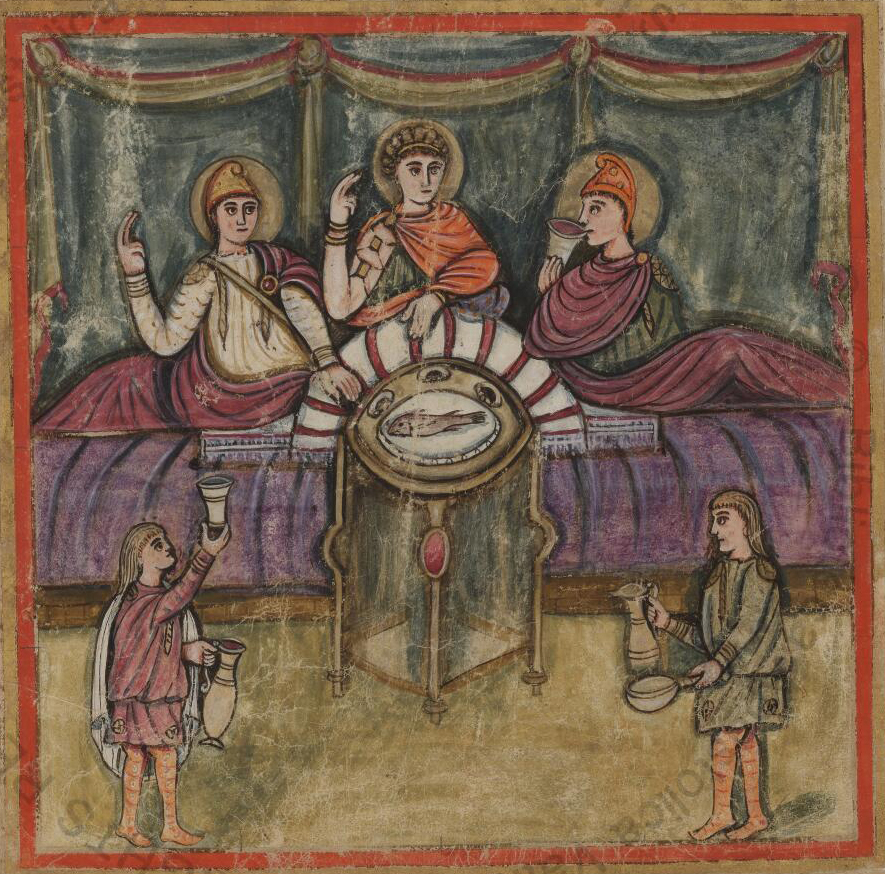
Пир Энея и Дидоны. Миниатюра из рукописи Vergilius Romanus. V век н. э.

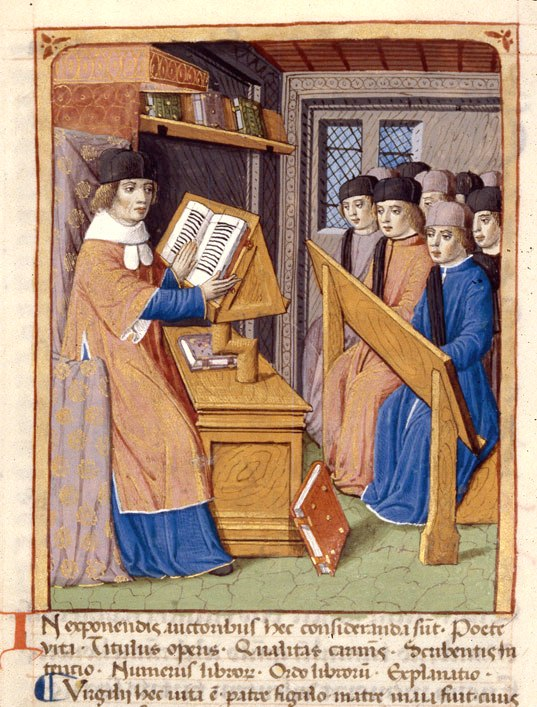
Иллюстрация к «Георгикам» (Франция, XV век)

После перехода от античности к средним векам в читательском обиходе осталось очень мало классических литературных произведений. Греческих авторов почти совсем перестали читать, а из римлян переиздавали, распространяли и комментировали главным образом только Теренция, Овидия и Вергилия. Последний стал наиболее популярным из античных писателей. Одной из основных причин этого было сохранение старой системы образования: в течение всего средневековья латинский язык продолжали учить по поэмам Вергилия, сначала в грамматических школах, потом в монастырях. Блаженный Августин вспоминает, что в детстве, занимаясь у грамматиков, «плакал о Дидоне» и лучше своих сверстников произносил декламации от лица Юноны, «разгневанной и опечаленной тем, что она не может повернуть от Италии царя тевкров» (IV век). Эти воспоминания позже вызывали в нём сожаление. Автор одного из житий VII века задаётся риторическим вопросом: «Что дадут песни нечестивых поэтов — Гомера, Вергилия, Менандра — читающим их?». Но, несмотря на такие высказывания, Публия продолжали читать и комментировать. Так, в V веке появился комментарий Юния Филаргирия, позже Вергилия изучали и цитировали в своих трудах Боэций, Кассиодор, Исидор Севильский, Алкуин, Оттон Фрейзингенский. «Энеиде» подражали библейские эпики Гай Веттий Аквилин Ювенк, создавший стихотворное переложение Евангелий (IV век), и Целий Седулий, написавший в V веке «Пасхальную песнь» и местами заимствовавший у классика целые строки; «Георгикам» подражали Валафрид Страбон и Вандальберт Прюмский (IX век), «Буколикам» — Энделехий (около 400 года) и Модоин Отенский (IX век).
В XII веке «Энеида» стала источником сюжетов для рыцарских романов: были написаны анонимный «Роман об Энее» на французском языке, а почти сразу после него — поэма «Энеида» на немецком языке, созданная Генрихом фон Фельдеке. От оригинала эти произведения отличаются разработанной линией любви главного героя и Лавинии, а также анахроничностью в описании характеров персонажей и исторического фона.
Второй причиной востребованности Публия в новую эпоху стала новая трактовка христианскими мыслителями IV эклоги его «Буколик». В чудесном младенце, рождение которого возвестит начало «золотого века», они увидели Иисуса Христа, а в авторе эклоги соответственно пророка и праведника. Одним из первых понял это место как сообщение о «пришествии Сына Божьего» Лактанций (начало IV века). Император Константин Великий в «Слове, написанном к обществу святых» говорит о Вергилии как о «знаменитейшем поэте Италии», который «знал святую и преславную тайну о Спасителе», но был вынужден рассказывать о ней в туманных выражениях, чтобы не стать жертвой жестоких язычников. Христианские комментаторы увидели в вергилиевом пророчестве параллели с библейской «Книгой Исаии», в которой говорится: «Се, Дева во чреве приимет и родит Сына, и нарекут имя Ему: Еммануил. Он будет питаться молоком и мёдом, доколе не будет разуметь отвергать худое и избирать доброе». В нескольких стихах четвёртой эклоги (21—25) было найдено текстуальное совпадение с 11 главой «Книги Исаии»: «Тогда волк будет жить вместе с ягнёнком, и барс будет лежать вместе с козлёнком; и телёнок, и молодой лев, и вол будут вместе, и малое дитя будет водить их. И корова будет пастись с медведицею, и детеныши их будут лежать вместе, и лев, как вол, будет есть солому. И младенец будет играть над норою аспида, и дитя протянет руку свою на гнездо змеи».
В качестве предхристианского поэта и пророка Вергилий много раз упоминается в трудах отцов церкви, и особенно часто у Иеронима Стридонского. Августин считал, что Публий так же, как Платон и Цицерон, мог вознестись на небо вместе с Христом и ветхозаветными пророками, поскольку предчувствовал приход Спасителя. В VII веке Фульгенций Эсихский в трактате «Interpretatio Christiana» изложил своё видение «Энеиды» как аллегорической поэмы, рассказывающей о христианском учении; эта работа сохраняла значимость в течение всего средневековья. Как предтечу христианства Вергилия изображали в церквях вместе с персонажами Ветхого завета (например, в соборе города Самора в Испании в XII веке и в Благовещенском соборе в Москве в XV веке). Считалось, что апостол Павел на пути в Рим в 60 году посетил гробницу поэта и горько плакал над ней из-за того, что не застал Вергилия живым и не обратил его в христианство.
В эпоху Высокого Средневековья произошла трансформация образа Вергилия: из поэта он превратился для читающей публики в мудреца, волшебника и некроманта, изобретавшего всевозможные чудеса. Это могло быть связано со сложившейся ещё в языческие времена репутацией Публия как человека, «исполненного учёности», с практикой гаданий по его книгам, с неправильно понятым именем его матери (Магия). Кроме того, Вергилия могли путать с Апулеем, которого современники действительно обвиняли в колдовстве. Иоанн Солсберийский в своём «Поликратике» (1159 год) называет Публия «мантуанским колдуном» и пишет о создании им мухи, изгнавшей из Неаполя всех остальных мух и спасшей таким образом город от чумы. Согласно Александру Неккаму, Вергилий избавил Неаполь ещё и от пиявок, а в придачу к этому сделал так, что на городском рынке перестало протухать мясо. Он построил воздушный мост и окружил свой сад забором из неподвижного воздуха. В Риме Публий построил дворец с медным всадником на крыше; этот всадник поворачивался в ту сторону, откуда Риму грозила война (в XIV веке этот сюжет перекочевал в «Деяния римлян»).

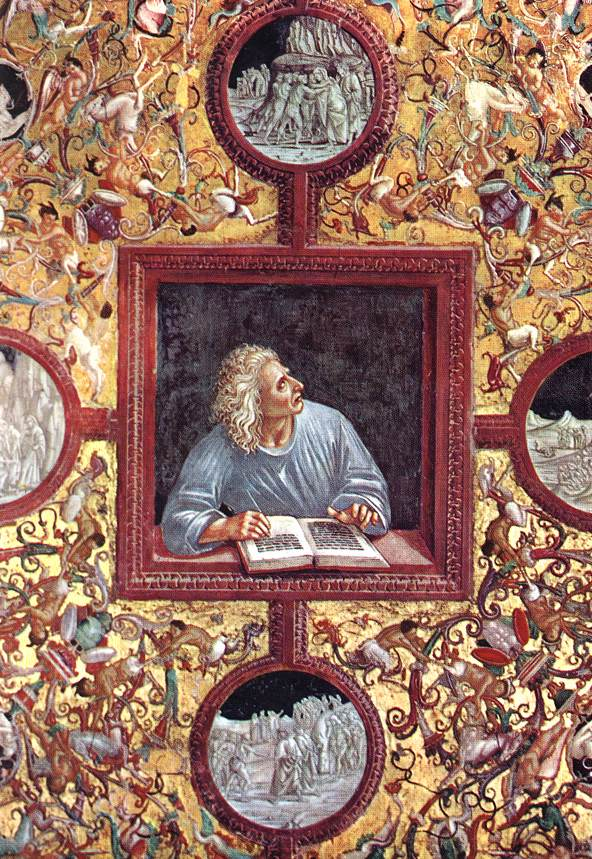
Вергилий. Фреска Луки Синьорелли в соборе в Орвьето, 1499—1502 годы

Конрад Кверфуртский (конец XII века) полагал, что Вергилий построил стены Неаполя, закрыв в железных воротах всех змей округи, и что с помощью медной статуи лучника он долго удерживал Везувий от извержений. Гервасий Тильберийский (начало XIII века) писал о медной мухе, не пускавшей в Неаполь других мух, о чудесном рынке, на котором не гниёт мясо, о змеях, спрятанных поэтом под дорогой на Нолу, о «математическом искусстве», с помощью которого Вергилий устроил так, что в тени одной горы нельзя было убить человека. Винсент из Бове в своём «Великом зерцале» (середина XIII века) зафиксировал ряд преданий такого рода и впервые изобразил Публия как алхимика и изобретателя «лика правды» — устройства, с помощью которого можно было выяснить, верна ли женщина своему мужу. Благодаря этому писателю представления о Вергилии как волшебнике стали общеизвестными. В начале XV века они сложились в единое повествование, которое неоднократно переиздавалось во Франции, Англии и Нидерландах под названием «Книга о жизни Вергилия и его смерти». В этом контексте Публий стал непосредственным предшественником доктора Фауста.
Ещё один распространённый сюжет — отношения между Вергилием и его возлюбленной (в одном из источников дочерью Нерона). Эта женщина каждую ночь поднимала Публия в корзине в свою спальню. Однажды она оставила любовника висящим за окном на всеобщее обозрение, но Вергилий ей скоро отомстил. Он потушил огни во всём Риме и сделал так, «что огонь можно было извлечь только из интимных мест Нероновой девицы». Императору пришлось, скрепя сердце, приказать «подвергнуть скромность девы всеобщему поруганию» — созвать народ для извлечения огня. «Подвешенного Вергилия» часто изображали средневековые художники, а писатели Позднего Средневековья использовали этот сюжет для моралистических историй о женском коварстве — наряду с историями о Самсоне и Далиле, Геракле и Омфале, Аристотеле и Кампаспе.

### «Божественная комедия» Данте

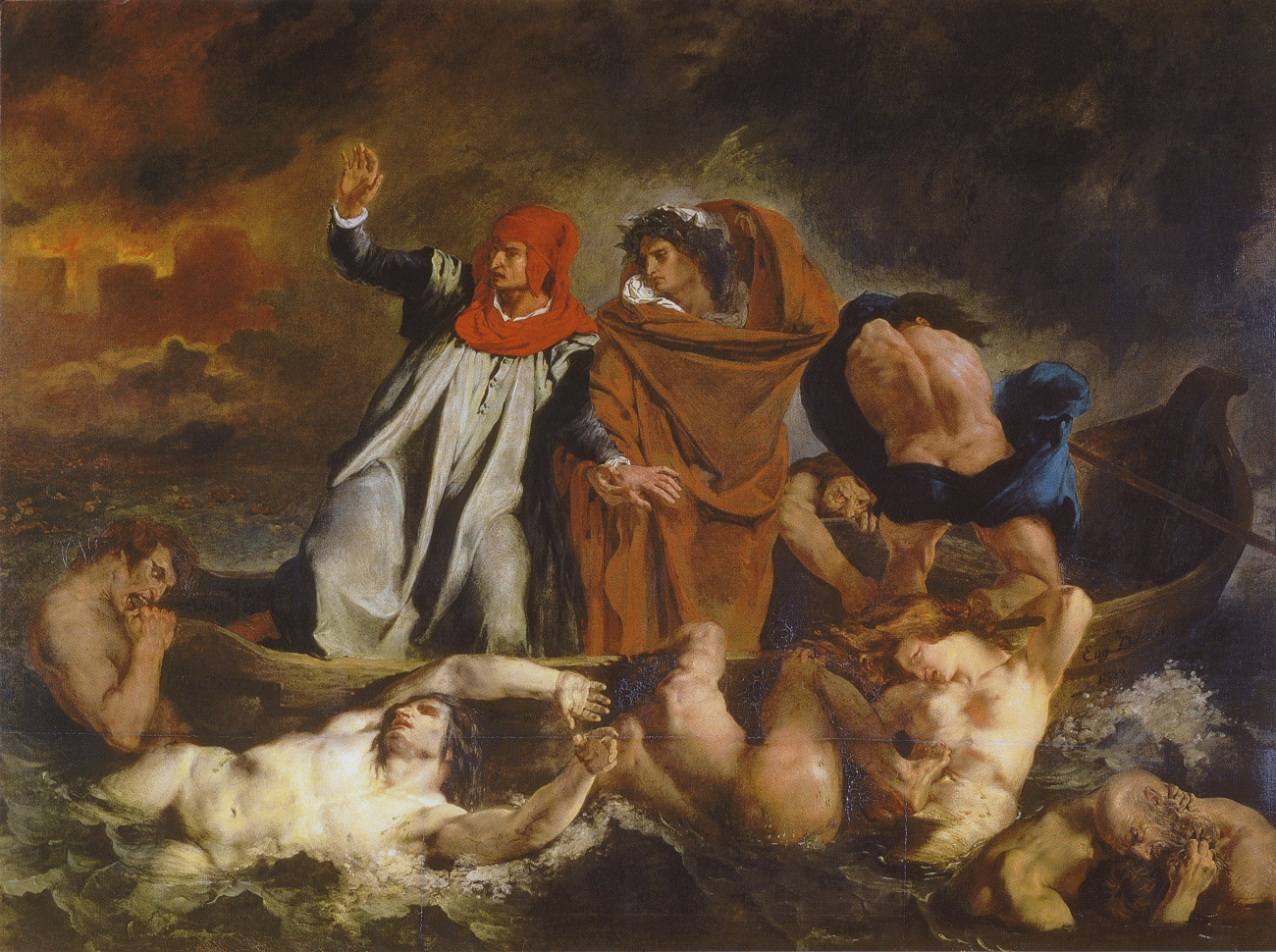
Ладья Данте, Эжен Делакруа, 1822

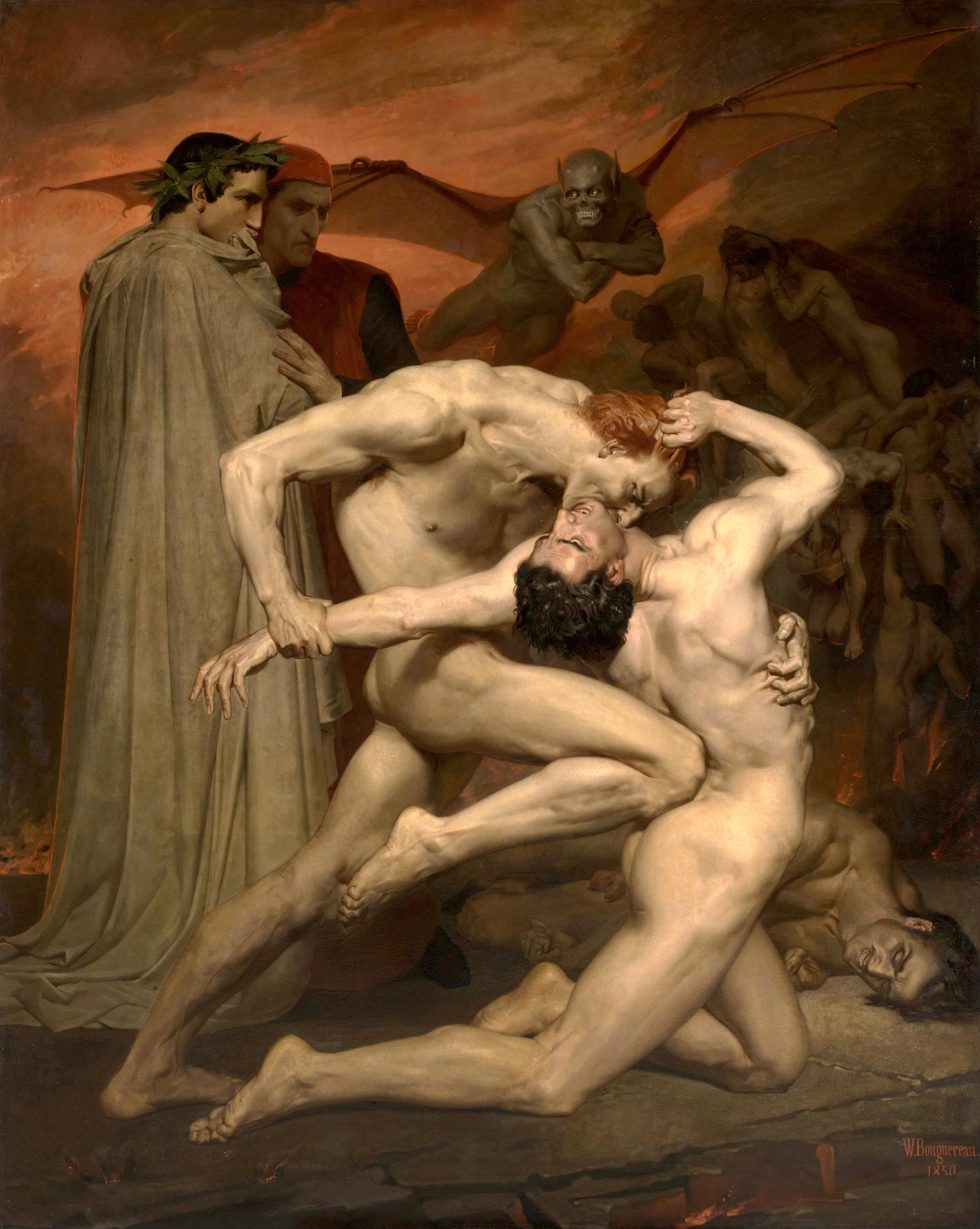
Данте и Вергилий в аду, Вильям Бугро

Вергилий стал одним из центральных персонажей «Божественной комедии» Данте Алигьери (начало XIV века). Данте отверг традицию о Вергилии-волшебнике: для него Публий был провозвестником христианства, символом античной мудрости, а также наставником в деле стихосложения, «родником бездонным, // откуда песни миру потекли». Данте пишет, обращаясь к Вергилию: «Ты мой учитель, мой пример любимый; // Лишь ты один в наследье мне вручил // Прекрасный слог, везде превозносимый». Согласно «Божественной комедии», после смерти Публий попал в Лимб, на первый круг ада, предназначенный для некрещёных младенцев и добродетельных нехристиан. Там он находится вместе с четырьмя другими величайшими поэтами античности: Гомером, Луканом, Горацием и Овидием. Он не терпит адских мук, но испытывает вечную скорбь из-за мыслей о недоступном для него райском блаженстве. По просьбе Беатриче Вергилий поспешил на помощь Данте, которому угрожало нападение чудовищной волчицы, и повёл на встречу с любимой через ад, в описании которого чувствуется влияние VI книги «Энеиды».
Два поэта вместе спускаются вглубь загробного мира. Автор «Комедии» доверчиво следует за Вергилием, как ученик за учителем, а тот проявляет заботу о своём спутнике: усмиряет Цербера, бросив ком земли ему в пасть, защищает Данте от фурий и Медузы, переносит его на руках через ров для мздоимцев. Именно Публий ведёт разговор с Улиссом, который мог не понимать итальянский язык Данте или отказаться отвечать на его вопросы. Потом путники поднимаются на гору Чистилища, и на этом этапе к ним присоединяется Стаций, который благоговейно склоняется перед Вергилием. Позже выясняется, что IV эклога «Буколик» подготовила Стация к принятию христианства. Путь в рай для Вергилия закрыт, так что в конце второй части «Божественной комедии» Публий оставляет Данте, уступив роль проводника Стацию.
Повествование у Данте имеет в том числе и символическое измерение. Образ Вергилия можно трактовать как просвещённый разум, который защищает автора от греха (волчица), от лживых обвинений чёрных гвельфов (бесы у рва мздоимцев), от лжи, насилия и ужаса (Медуза и фурии). Некоторые из встреченных путниками чудовищ могли символизировать анархию, царившую в эпоху Данте во Флоренции и всей Италии. Победить это негативное явление, по мнению поэта, могла только Римская империя, олицетворением которой был Вергилий.

### Эпоха Возрождения и барокко
В XIV веке в Италии начала возрождаться память об античной культуре. Почитатели Данте Франческо Петрарка и Джованни Боккаччо вслед за ним считали Вергилия величайшим поэтом. Они долго искали гробницу Публия, забытую в Средние века, и в конце концов отождествили с ней один колумбарий на окраине Неаполя с одиннадцатью пустыми нишами для погребальных урн. Это место стало объектом паломничества. Боккаччо, по его словам, именно у вергилиевой гробницы впервые почувствовал поэтическое вдохновение, Петрарка посадил там лавровое дерево. Петрарка посвятил Вергилию несколько од, сделал его персонажем поэмы «Триумфы» и даже написал ему письмо, как и многим другим деятелям античной культуры. Оба писателя использовали в своём творчестве сюжетные мотивы «Буколик».
Литература

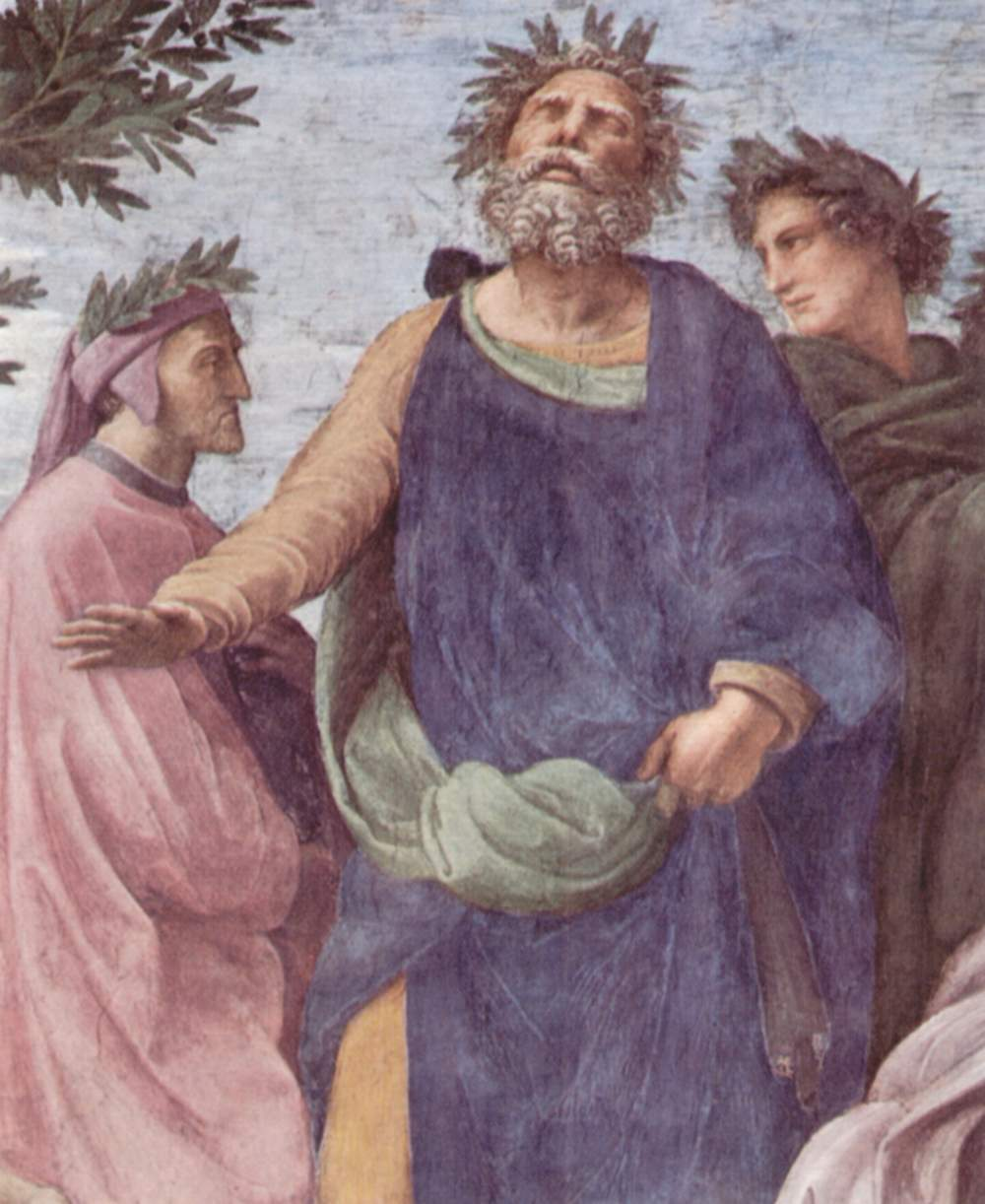
Гомер, Данте и Вергилий (фрагмент фрески Рафаэля «Парнас», 1510—1511 годы)

Начиная с XV века по всей Западной Европе оживал интерес к античной литературе в целом и к поэмам Вергилия в частности. Эти поэмы оставались частью школьной программы; с I эклоги «Буколик» начиналось для образованной публики знакомство с поэзией. В связи с этим немецкий антиковед Эрнст Курциус даже назвал I эклогу ключом ко всей западноевропейской поэтической традиции. «Энеиду» активно переводили на национальные языки: в 1400 году на гэльский, в XV веке — на французский и испанский (сначала это были прозаические переводы). В 1500 году появилось первое стихотворное переложение на французский язык, а в 1552 году Жоашен дю Белле перевёл IV книгу. «Энеида» была переведена на английский (1513 год), немецкий (в прозе в 1515 году, в стихах — в 1610), итальянский (1581 год). В 1646 году голландский драматург Йост ван ден Вондел перевёл поэму на нижненемецкий, в 1770 году появился первый перевод на русский язык.
Вергилий повлиял на многих поэтов и драматургов. Его опыт сыграл огромную роль в формировании эпической традиции Нового времени — как национальной, так и универсально-христианской. Лудовико Ариосто учился у Публия возвеличивать современность через героическое прошлое («Неистовый Роланд», 1532 год); Луиш де Камоэнс представил всю историю Португалии как продолжение подвигов Одиссея и Энея («Лузиады», 1572 год); Торквато Тассо объединил стиль и композицию «Энеиды» со средневековым сюжетным материалом («Освобождённый Иерусалим», 1575 год). Джон Мильтон в «Потерянном рае» (1667 год) создал единый сплав трёх традиций — вергилиевой, гомеровой и библейской. Более поздние попытки создать национальный эпос на классической основе («Генриада» Вольтера, 1728 год, и «Россиада» Михаила Хераскова, 1779 год) принято считать скорее неудачными.
История Энея и Дидоны стала популярной в драматургии XVI века: страстную царицу Карфагена писатели противопоставляли благочестивому и сдержанному Энею. Пьесы на эту тему создали Этьен Жодель (1555 год), Кристофер Марло (1583 год), Никодемус Фришлин (1581 год), Генрих Кнауст (1566 год). Вергилиева Дидона повлияла на образ Клеопатры у Уильяма Шекспира (трагедия «Антоний и Клеопатра», 1600-е годы). В XVII—XVIII веках появилось множество опер на эту тему, среди которых выделяются написанные Франческо Кавалли (1641 год) и Генри Пёрселлом (1689 год). Пьетро Метастазио в 1724 году создал либретто «Покинутая Дидона», которое использовали многие композиторы.

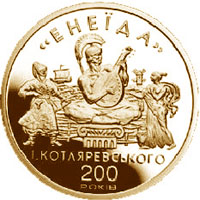
Золотая украинская монета «Энеида» (2000 год)

«Энеида» стала источником материала для ряда произведений, написанных в жанре бурлеска. Это были комические поэмы, в которых герои Вергилия оказывались в необычной для них обстановке. Француз Поль Скаррон в 1648—1653 годах написал «Вергилия наизнанку», ставшего очень популярным по всей Европе; ему подражали датчанин Людвиг Хольберг (1754 год), немец Алоиз Блумауэр (1784—1788 годы), русский Николай Осипов (1791 год), украинец Иван Котляревский (1798 год) и многие другие писатели.
Плодотворно развивалась буколическая традиция. Сюжеты и персонажей эклог Вергилия использовали Петрарка, Боккаччо, Якопо Саннадзаро (роман «Аркадия», 1504 год), Гарсиласо де ла Вега, Клеман Маро, Торквато Тассо (драма «Аминта», 1573 год), Филип Сидни, Мигель де Сервантес (роман «Галатея», 1585 год), Баттиста Гуарини («пастушеская трагикомедия» «Верный пастух», 1601 год). В XVII веке на том же материале расцвёл французский пасторальный роман: в этом жанре работали Оноре д’Юрфе (его роман «Астрея» снискал громадный успех) и Мадлен де Скюдери. «Пастушеские» стихи писали Джон Мильтон и Александр Поуп, пасторали в прозе — Соломон Гесснер. В самом конце XVIII века написал свои «Буколики» Андре Шенье.
Под влиянием «Георгик» создавали свои дидактические поэмы Анджело Полициано, Джироламо Фракасторо («Сифилис, или О галльской болезни»), Марк Иероним Вида, Джованни Ручеллаи, Луиджи Аламанни. «Георгиками» восхищались Пьер де Ронсар и Мишель де Монтень; Джон Драйден назвал это произведение «лучшей поэмой лучшего поэта». Под влиянием Вергилия Джеймс Томсон в 1726—1730 годах написал цикл поэм «Времена года», который лёг в основу одноимённой оратории Йозефа Гайдна.
В романских странах и Англии Вергилий был крайне популярен в течение всего Нового времени, а вот в Германии в XVIII веке его потеснил Гомер. Иоганн Иоахим Винкельман в своей «Истории искусств древности», существенно повлиявшей на восприятие античной культуры в Германии (1764 год), написал: «Размеренность Гомера и древнее благородство Лукреция и Катулла кажутся непросвещённым умам небрежными и грубыми по сравнению с блеском Вергилия и нежной пленительностью Овидия». Известно, что Иоганн Вольфганг Гёте высказывался о Публии «только мимоходом и довольно снисходительно». Тем не менее Публий был одним из любимых поэтов для Фридриха Шиллера, который перевёл на немецкий язык II и IV книги «Энеиды».
При всей популярности своих произведений сам Вергилий редко становился предметом внимания писателей. Он появляется в качестве второстепенного персонажа в одной из пьес Бена Джонсона, где главную роль играет Овидий (1601 год), и в сатирическом романе Генри Филдинга «Путешествие в загробный мир» (1749 год); у Филдинга Публий вступает в Элизий рука об руку с Джозефом Аддисоном.
Живопись
Вергилия часто рисовали иллюстраторы его поэм. В эпоху Позднего Средневековья сложилась традиция, согласно которой Публий изображался, как правило, с лавровым венком на голове и с одной из своих книг в руках (пример тому — венецианское издание 1508 года). На титульной странице роскошного парижского издания 1640 года поэта венчает Аполлон. Начиная со страсбургского издания «Энеиды» 1502 года появляются обширные циклы иллюстраций, которые неизменно открывались портретом Вергилия, сидящего в окружении богов и парок.

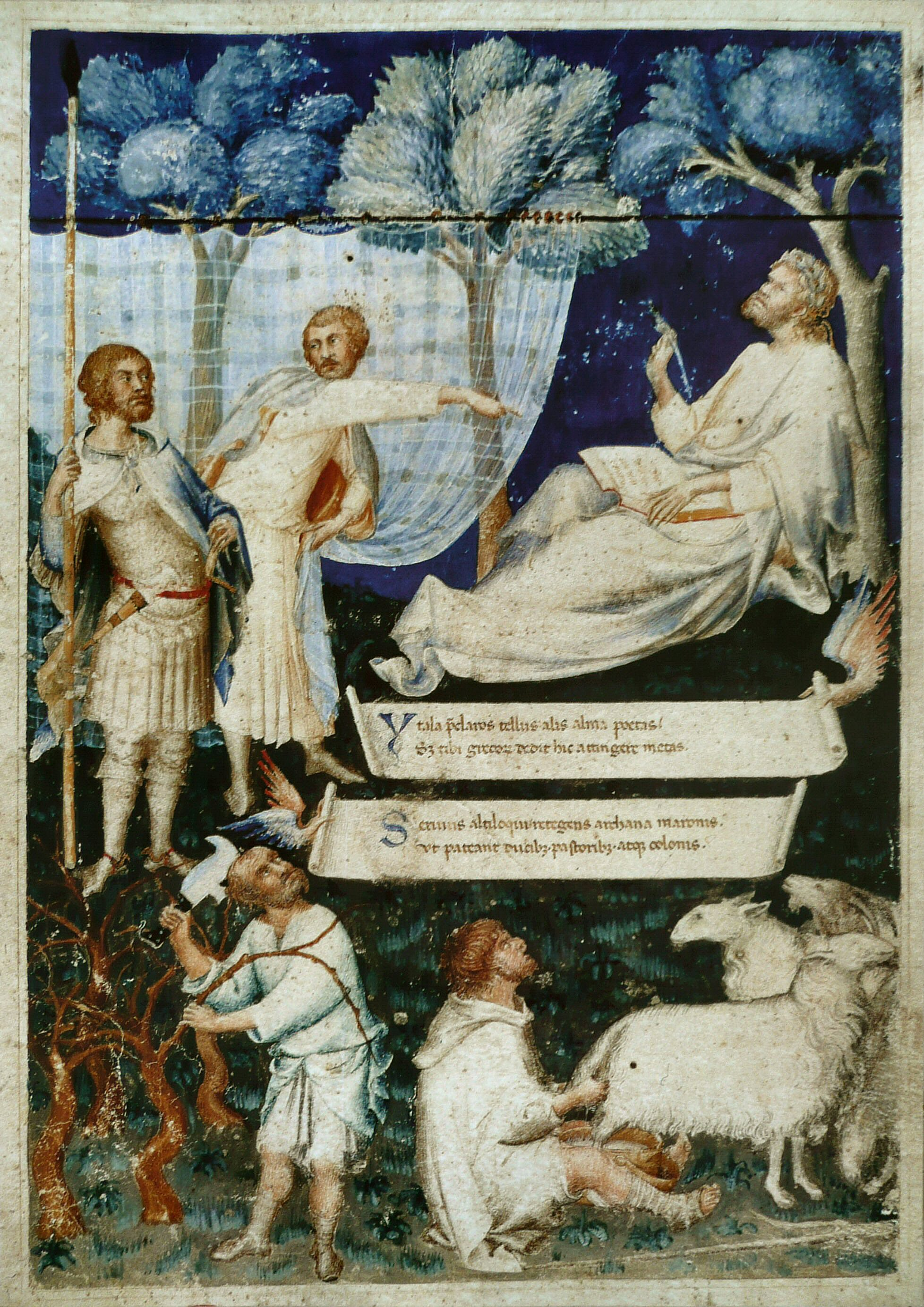
Симоне Мартини. Фронтиспис к рукописи Вергилия, принадлежавшей Петрарке. Амброзианская библиотека. Милан

В центре внимания художников оказались и отдельные эпизоды биографии Вергилия — сначала вымышленные. Поэта рисовали висящим в корзине (Лука Лейденский около 1514 года, авторы флорентийских подносов роженицам), мстящим своей возлюбленной (Альбрехт Альтдорфер, около 1500 года), вместе с другими великими поэтами — в частности, с Гомером. Сандро Боттичелли первым сделал Публия одним из двух главных героев иллюстраций к «Божественной комедии» (1492—1498 годы): в его изображении два поэта постоянно вместе идут по загробному миру. Иногда Вергилия рисовали вместе с Петраркой. Получил известность портрет, выполненный Симоне Мартини в 1338 году для фронтисписа Codex Ambrosianus — рукописного сборника поэм Вергилия, принадлежавшего Петрарке. На нём поэт, пожилой бородатый человек в лавровом венке, сидит под деревом с книгой, а перед ним стоят воин, земледелец и пастух, символизирующие его героев.
Если какой-то художник решал изобразить самых выдающихся поэтов, Вергилий обязательно оказывался в списке. Его портрет наряду с портретом Гомера висел в комнате для занятий во дворце герцога Федерико да Монтефельтро в Урбино (около 1470 года); Рафаэль на фреске «Парнас» (1511 год) нарисовал его рядом с Данте и Гомером. Публий появляется и на множестве других классических изображений Парнаса. Александр Поуп, описывая в одном из своих стихотворений (1715 год) вымышленное собрание статуй, в первую очередь говорит об изваянии Вергилия.
«Энеида» дала живописцам Возрождения и барокко целый ряд востребованных сюжетов. Это бегство Энея из горящей Трои с престарелым отцом на плечах, усмирение Энеем ветров, встреча Энея с Венерой, пир Дидоны, бегство Энея и Дидоны в пещеру, отъезд Энея, смерть Дидоны, траурные игры в Сицилии, сошествие Энея в загробный мир, прибытие в Паллантей (место будущего Рима). На эти темы писали картины многие выдающиеся художники, в том числе Рафаэль, Аннибале Карраччи, Федерико Бароччи, Николя Пуссен и другие.

### XIX—XXI века
Литература и наука
С приходом романтизма Вергилий потерял статус общепризнанного поэтического гения. Романтики с их тягой к естественному и спонтанному видели в Публии классициста, писавшего «искусственные» и подражательные поэмы, а потому предпочитали ему Гомера. Тем не менее Публий был одним из любимых поэтов для Виктора Гюго и Фридриха Гёльдерлина: первый сравнивал Вергилия с луной, а Гомера с солнцем, второй перевёл на немецкий язык эпизод с Евриалом и Нисом. В романе Александра Пушкина «Евгений Онегин» в сцене последней встречи заглавного героя с Татьяной видны явные параллели со сценой встречи Энея и Дидоны в загробном мире. Вергилий заметно повлиял на творчество Шарля Бодлера, Поля Валери, Альфреда Теннисона, Ивана Тургенева. Пасторальные элегии в вергилианском духе создавали Перси Биши Шелли, Мэтью Арнольд, Стефан Малларме.

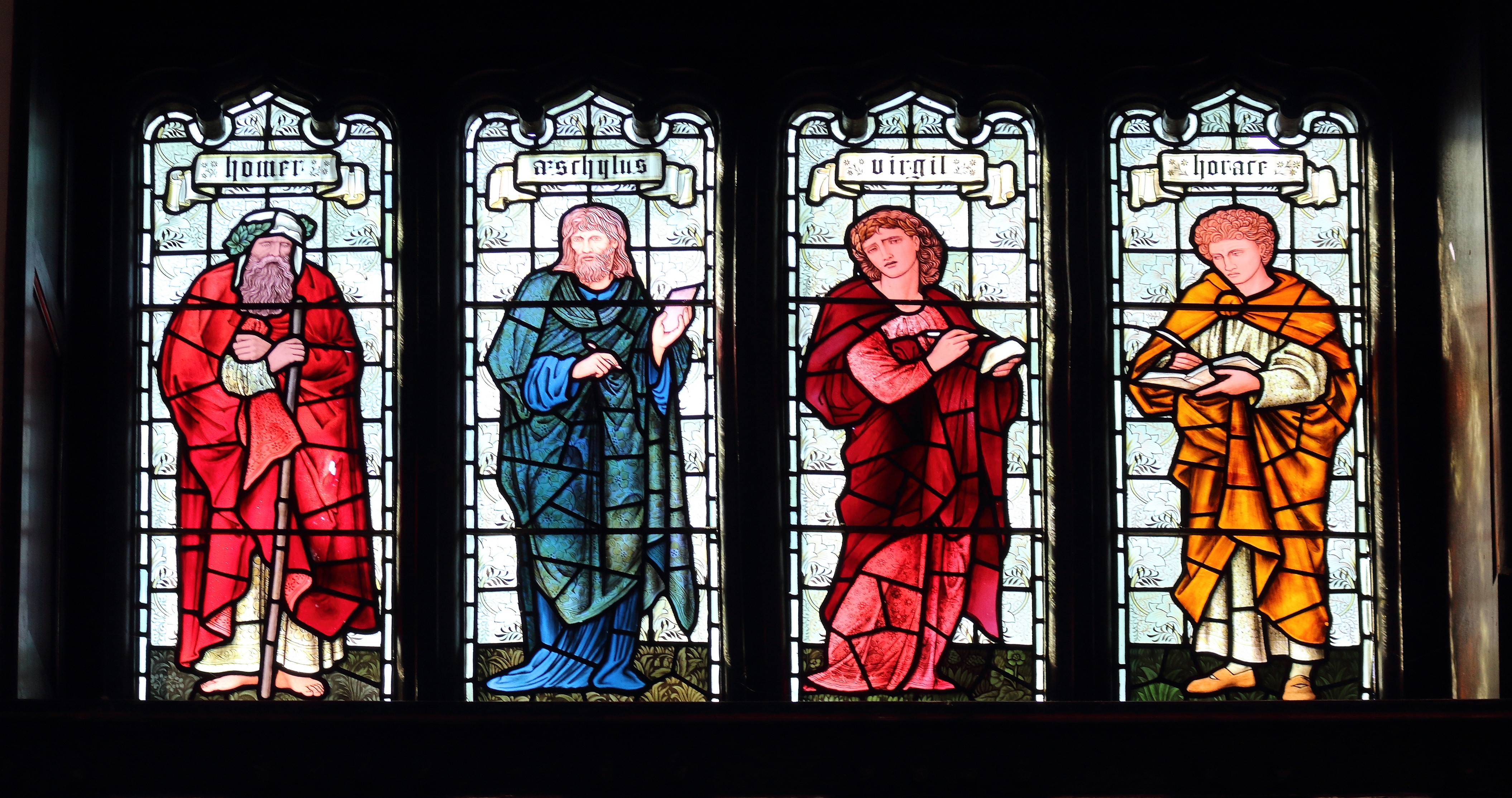
Гомер, Эсхил, Вергилий, Гораций: изображения поэтов-классиков на витраже в усадьбе Хилл Барк в Великобритании (конец XIX века)

С конца XIX века произведения Публия становятся более читаемыми благодаря росту популярности Данте и выходу ряда исследований. По словам Михаила Гаспарова, «XX век, расставшись с романтизмом, понял, что естественность и непосредственность в поэзии — миф и что громоздкая сложность и противоречивая напряженность римской цивилизации едва ли не понятнее нашему времени, — и вновь сумел воспринять и оценить Вергилия». Публий снова становится просто «Поэтом», причём наделённым чертами мудреца. Известно, что его произведения повлияли на творчество французского поэта Шарля Пеги. Герман Брох посвятил ему роман «Смерть Вергилия» (1945 год), Джузеппе Унгаретти — цикл стихов (1950 год), Иосиф Бродский написал стихотворение «Эней и Дидона».
Историки литературы и публицисты видели в Вергилии в первую очередь приближённого Августа и «певца империи», и это влияло на оценки его личности и творчества. Либералы XIX века с отвращением относились к цезаризму, а принципат Августа считали лицемерной политической системой, прятавшей единовластие за ширмой республиканских институтов; соответственно Публия они готовы были считать придворным льстецом. Эта тенденция сохранялась в науке XX века. Многие исследователи полагали, что Вергилий своим творчеством обслуживал политические интересы Августа, и одни видели в этом нечто недостойное, а другие приветствовали это как службу исторической необходимости и прогрессу. Итальянские фашисты и немецкие нацисты сделали Публия объектом почитания как сторонника сильной власти; частичному переосмыслению его роли в литературе способствовал ажиотаж вокруг празднования 2000-летия со дня рождения Вергилия в 1930 году. После 1945 года антиковед Карл Бюхнер объявил, что Вергилий и фашизм всегда были в противоборствующих лагерях: нацистскую Германию он уподобил Турну, восставшему против Провидения и наказанному за это.
Существует и альтернативная точка зрения, сторонники которой считают либеральные и антилиберальные построения слишком упрощёнными. У Вергилия могло не быть собственной политической программы либо она не имела принципиального значения для его творчества. Публий никогда не был прямолинеен в своих поэмах, и его герои не уверены в собственной правоте, даже если читатель полагает, что они действуют в соответствии с велениями судьбы. Так, Эней чувствует боль и стыд, встретившись в загробном мире с брошенной им Дидоной. Он знает, что должен был уплыть из Карфагена ради создания избранной богами державы, но всё-таки не может себя простить. Пастух Титир в I эклоге «Буколик» рад тому, что остаётся дома благодаря милости «бога», но при этом сочувствует другу, который не получил помощь от власти. Сторонники данного взгляда на Вергилия всегда видят в его поэзии неопределённость и страдание.
Современные исследователи констатируют, что Вергилий в своём творчестве двигался в нетипичном для той эпохи направлении — от александрийской сложности к классической простоте. «Энеиду» они признают основополагающим текстом для всей европейской культуры и одним из величайших произведений мировой литературы, а Публия — наиболее выдающимся поэтом эпохи Августа, который смог в рамках эпоса выразить самосознание своего народа. При этом он может считаться не официальным певцом Принципата, а скорее одним из последних поэтов Республики.
Живопись и кино

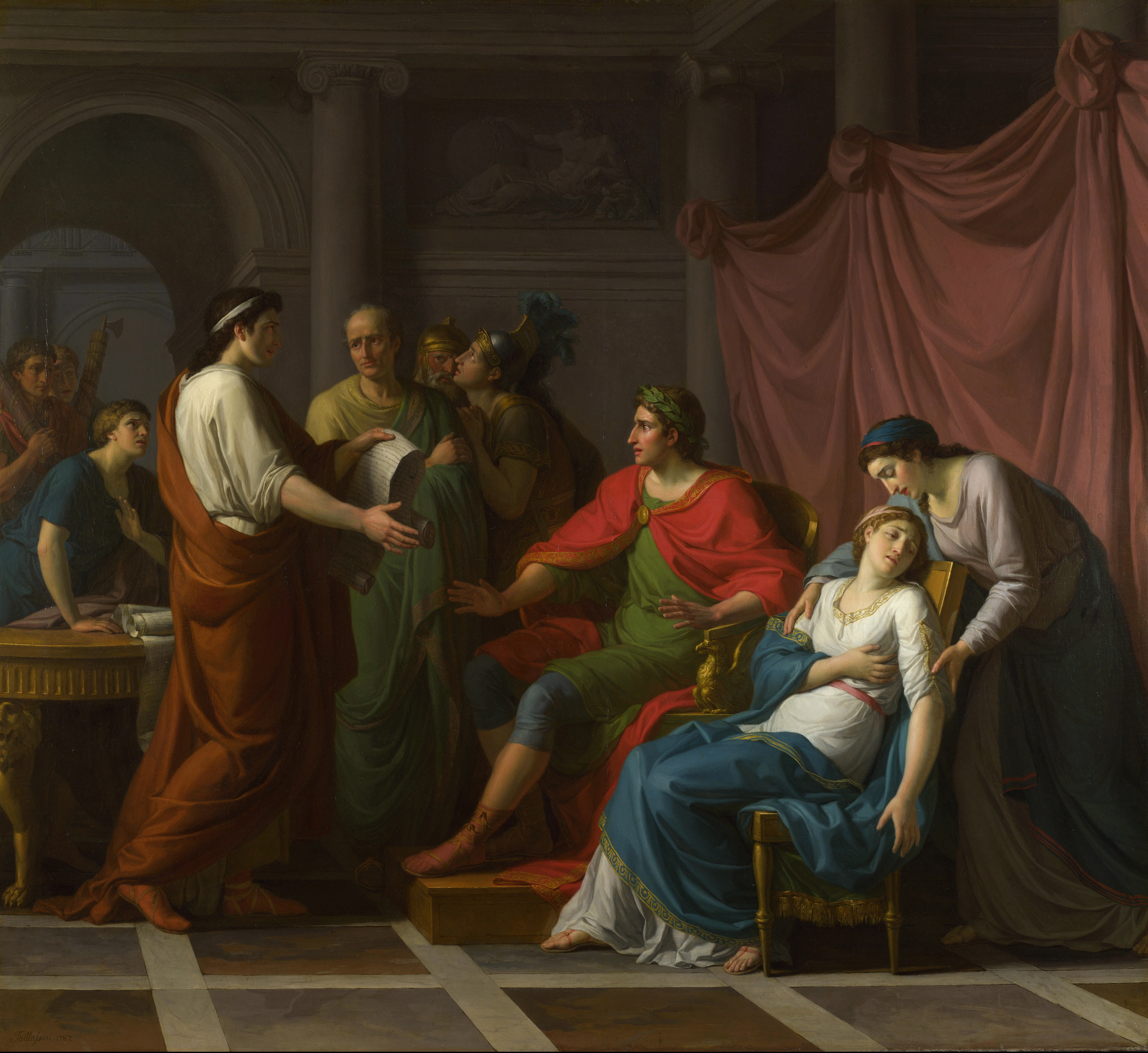
Вергилий читает Энеиду Августу и Октавии. Картина Жана-Жозефа Тайлассона, 1787 год.

В предромантическую эпоху живописцы начали изображать эпизоды из реальной биографии Вергилия. Ангелика Кауфман в картине «Вергилий, читающий «Энеиду» Октавии и Августу» первой запечатлела эпизод с чтением «Энеиды», описанный у Светония: Октавия падает в обморок, услышав в тексте имя покойного сына, Август жестом просит поэта замолчать (1790/1793 год). Эту же тему разрабатывали Жан Жозеф Тайлассон (1787 год), Жан-Батист Жозеф Викар (около 1800 года), Жан Огюст Доминик Энгр (Tu Marcellus eris, 1812—1819 годы). Кауфманн написала ещё две картины с Вергилием в качестве действующего лица. На одной поэт читает «Энеиду» Августу и Ливии, на другой — пишет эпитафию для собственной гробницы, лёжа на смертном одре (1785 год).
Одним из самых знаменитых живописных произведений с Вергилием стала картина Эжена Делакруа «Ладья Данте» (1822 год), на которой два поэта пересекают Стикс. Адольф Вильям Бугро написал картину «Данте и Вергилий в аду», взяв за основу рассказ о восьмом круге ада в «Божественной комедии» (1850 год). Циклы иллюстраций к «Божественной комедии» создавали Уильям Блейк (1825—1827 годы), Гюстав Доре (1860-е годы), Данте Габриэль Россетти, Франц фон Байрос (1921 год), Сальвадор Дали (1950-е годы).
В Мантуе в 1801 году появился памятник Вергилию (на Пьяцца Виргилиана). В 1884 году статую поэта поставили в деревне Пьетоле, которую идентифицируют как античные Анды, место рождения Публия. Изображение поэта появлялось на итальянских монетах в 500 лир и на почтовых марках Ватикана, Монако, Туниса.
В кино Вергилий фигурирует только как герой ряда экранизаций «Божественной комедии». Первая из них, «Ад», вышла в Италии в 1911 году. В фильме Питера Гринуэя «Данте. Ад. Песни I—VIII» Публия играет Джон Гилгуд. В фильме Ларса фон Триера «Дом, который построил Джек» (2018) появляется персонаж Вёрджил в исполнении Бруно Ганца, который ведёт главного героя по аду.
Видеоигры
Именами Вергилия и Данте названы главные герои серии видеоигр Devil May Cry.

## Рукописи и издания
Произведения Вергилия сохранились во множестве маюскульных рукописей (с одними прописными буквами), древнейшие из которых созданы не позже IV века. Это Codex Fulvii Ursini schedae bibliothekae Vaticanae (F; IV век, «Георгики» без первых двух песней, «Энеида» без X и XII песней), Codex Augusteus (A; V век, фрагменты «Георгик» и «Энеиды»), Codex Sangalensis (G; V век, тоже фрагменты «Георгик» и «Энеиды»), Codex Veronensis (V; V век, фрагменты всех трёх поэм со схолиями), Codex Mediceus (M; V век, все произведения с единственной лакуной в «Буколиках»), Codex Ambrosianus (B; V—VI века, часть «Энеиды» на латинском и греческом языках), Codex Romanus (R; V—VI века, «Буколики» и «Георгики» полностью, «Энеида» с лакунами), Codex Vaticanus Palatinus (P; V—VI века, все поэмы с лакунами). Издатели опираются главным образом на рукописи M, P и R. Иногда они используют также средневековые рукописи — например, родственный P Codex Guelferbytanus Gudianus, датированный IX—X веками.
Первое печатное издание Вергилия увидело свет в 1470 году в Париже. До сих пор сохраняет свою ценность комментированное лионское издание 1612—1619 годов. Произведения Публия были полностью опубликованы в авторитетных книжных сериях Collection Budé (Франция, пять томов) и Loeb Classical Library (США, два тома). На русском языке Вергилий был впервые издан полностью в 1979 году, в серии «Библиотека античной литературы».

### Переводы на русский язык
Существует множество переводов Вергилия на русский язык. Первые из них относятся ещё к XVIII веку.
Переводы «Буколик» и «Георгик»:
- Георгик, или О земледелии четыре книги. / Пер. под ред. В. Г. Рубана. СПб, 1777. 104 стр.
- Эклоги П. Виргилия Марона. / Пер. А. Мерзлякова. М., 1807. XXXII, 86 стр.
- Виргилиевы Георгики. / Пер. А. Р[айча]. М., 1821. XL, 181 стр.
- Буколики и Георгики Виргилия. / Пер. И. Соснецкого. М., 1873. 80, 118 стр.
- Одна из Эклог переведена В. С. Соловьёвым («Русское Обозрение», 1891).
- Публия Вергилия Марона Буколики или пастушеские поэмы. / Пер. А. В. Рудзянского. Севастополь, 1897. 52 стр.
- Вергилий. Сельские поэмы: Буколики. Георгики. / Пер. С. Шервинского. (Серия «Сокровища мировой литературы»). М.-Л., Academia. 1933. 167 стр. 5300 экз. (неоднократно переиздавался, в том числе в «БВЛ»)
- Вергилий. Георгики. Песнь IV / Пер. Е. Иванюк // Новый Гермес. № 3 (2009). С. 153—181.

Полные переводы «Энеиды»:
- Еней. Героическая поема Публия Виргилия Марона. / Пер. В. Петрова. СПб, 1781—1786. 308, 254 стр.
- Энеида Виргилия. / Пер. И. Шершеневича. Варшава, 1868. 331 стр. (впервые в «Современнике» за 1851—1852 годы, т. 30-36). Текст в Викитеке.
- Энеида Виргилия. / Пер. И. Соснецкого. М., 1872. 520 стр.
- Энеида Вергилия. / Пер. А. Фета с введ. и проверкою текста Д. И. Нагуевского. М., 1888. XXVIII, 201, 196 стр.
- Энеида Виргилия. / Пер. Н. Квашнина-Самарина. СПб, 1893. 306 стр.
- Вергилий. Энеида. / Пер. В. Брюсова и С. Соловьёва. (Серия «Памятники мировой литературы»). М.-Л., Academia. 1933. 379 стр. 5300 экз.
- перевод «Энеиды», сделанный С. А. Ошеровым, впервые опубликован в издании: Вергилий. Буколики. Георгики. Энеида. (Серия «Библиотека всемирной литературы», т.6). М., ХЛ. 1971. 447 стр. 300000 экз. (неоднократно переиздавался)

Некоторые частичные переводы «Энеиды»:
- «Энеиду» перевёл В. Санковский (изд. 2-е, с предисловием и объяснениями В. Рубана, 3 части, СПб., 1775);
- «Энеида» (4, 5, 6, 9 и 12 книги, перев. А. Соколова, Киев, 1881-83);
- «Энеида. V песнь», перев. В. Алексеева (М., 1886);
- «I песнь» С. Манштейна (с примечаниями, Москва, 1878);
- Р. А. Шарбе, «Перевод и разбор IV Эклоги» («Учёные записки Казанского университета», 1854, IV, 69-120);
- «Энеида» песнь I, В. Бегака и Ф. Блонского (Киев, 1879); песнь III, перевод Соколова (Киев, 1874); песнь IV—VI, перев. Логинова (Киев, 1886): песнь VIII—IX, перев. И. Горовый и Е. Котляр (Киев, 1884-87).
- «Энеида» Вергилия. Шесть песен. Дословный и литературный перевод М. М. Гринфельда. Одесса: Книгоиздательство М. С. Космана, 1913. — 202 с.
- Публий Вергилий Марон. Первая книга «Энеиды». / Под общ. ред. А. В. Подосинова. (Серия «AD USUM SCHOLARUM»). М.: Импэто, 2009. 104 стр. 400 экз.

Отдельные издания:
- «Р. Vergilii Maronis Aeneidos L. I—VI» (с прим. по Ладевигу, Каппесу, Фрейнду и друг., сост. П. Н., СПб., 1878);
- «Энеида» (кн. 1-6, с введением и примечаниями Д. И. Нагуевского, 2 и 5 т. учебного изд. лат. классиков, 2 изд., Казань и Лейпциг, 1885-86);
- С. Орловский, «Вторая книга Энеиды» (с подробными комментариями, Одесса, 1885);
- Фоков, «I Буколика» (с примечаниями, в «Журнале министерства народного просвещения» 1873, ч. 169);
- Д. Нагуевский, «Словарь к I—III книгам Энеиды» (Рига, 1884 и сл.).

Прочее:
- Комар. / Пер. К. Котельникова. Ревель, 1894. 15 стр.
- Вергилий. Буколики. Георгики. Энеида. (Серия «Библиотека античной литературы»). М., Художественная литература. 1979. 550 стр. (в этом издании впервые вместе переведены поэмы т. н. «Appendix Vergiliana»: «Комар», «Скопа», «Проклятия», «Лидия», «Трактирщица», «Завтрак»)